# Kriegsschuldfrage
Als Kriegsschuldfrage (französisch question de la responsabilité dans la guerre, englisch question of war guilt) bezeichnete man in der Weimarer Republik die öffentliche Debatte über die Schuld an der Auslösung des Ersten Weltkriegs. Trotz vergleichbarer Debatten bei vielen anderen Kriegen behandelte die Geschichtswissenschaft des 20. Jahrhunderts unter diesem Begriff meist die Ursachen und Verantwortlichkeiten des Ersten Weltkriegs.

## Überblick
Kriegsschuld wurde bis 1914 kaum öffentlich diskutiert und nicht in Friedensverträgen festgeschrieben. Das seit dem Westfälischen Frieden übliche Tabula-rasa-Prinzip schloss die Prüfung der Kriegsgründe und Strafverfolgung der Besiegten aus (Oblivionsklausel). Erst seit dem Ersten Weltkrieg wurde eine Kriegsschuldfrage politisch akut. Seine Opfer und die durch ihn verursachten Schäden übertrafen diejenigen früherer europäischer Nationalkriege bei weitem. Zuvor kodifiziertes Kriegsvölkerrecht wie die Haager Landkriegsordnung, das primär die Kriegführung normierte, blieb weitgehend unwirksam.
Im als Kabinettskrieg begonnenen Weltkrieg, der später zum totalen Krieg eskalierte, entschied nationale Kriegspropaganda mit über den Kriegsverlauf. Von der Meinung der eigenen wie der feindlichen Bevölkerung zur Kriegsschuld hingen die Mobilisierung der Armeen und weitere Kriegführung mit ab. So bestimmten selektive Schuldzuweisungen und Interessen der kriegführenden Eliten die Debatte weit über das Kriegsende hinaus und wurden für deren Nachkriegsziele instrumentalisiert.
In der Weimarer Republik sahen Staatsbehörden die Abwehr der im Artikel 231 des Versailler Vertrages festgeschriebenen Alleinschuld der Mittelmächte als nationale Aufgabe, um die damit begründeten Auflagen zu mildern und zu revidieren (siehe Vertragsrevisionismus). Auch viele Parteipolitiker bekämpften die sogenannte Kriegsschuldlüge vehement. Nachdem die Zweite Internationale am Ausbruch des Kriegs 1914 zerbrochen war, wehrte die SPD die deutsche Kriegsschuld in den Jahren nach 1918 ebenfalls überwiegend ab.
Auch in Frankreich und Großbritannien wurde eine Mitverantwortung für die Eskalation zum Ersten Weltkrieg vor 1939 kaum geprüft. Einige britische Historiker ersetzten die Versailler These von der deutsch/österreichisch-ungarischen Alleinschuld durch die Annahme eines von den beteiligten Regierungen unbeabsichtigten „Kriegsausbruchs“. Im Kontext der Appeasementpolitik entlasteten sie Deutschland weitgehend von absichtsvoller Kriegsplanung vor 1914.
Die apologetischen Vorgaben erschwerten die unvoreingenommene Prüfung aller zugänglichen Dokumente und wissenschaftliche Erforschung der Kriegsursachen. Die meisten Historiker untersuchten fast nur Ereignis- und Entscheidungsabläufe auf Regierungsebene in der Julikrise 1914 und zum Kriegsbeginn. Gerhard Hirschfeld urteilt daher:

„Weder in Deutschland noch in Frankreich oder Großbritannien fand der Erste Weltkrieg in den 1920er und 1930er Jahren eine historiographische Darstellung, die jenseits eng gefasster militärgeschichtlicher Fragestellungen wissenschaftlichen Ansprüchen genügt hätte.“

In den Vereinigten Staaten fand wegen der kurzen Kriegsbeteiligung und geringeren eigenen Opferzahl, in der Sowjetunion wegen der staatlichen Ideologie des Marxismus-Leninismus kaum eine Kriegsschulddebatte statt.
Die nationalsozialistische Propaganda wie auch Adolf Hitler selbst bekräftigten später die Legende einer Kriegsschuld des sogenannten Weltjudentums bzw. Englands.
In der Bundesrepublik Deutschland wurde die These einer gleichmäßigen Kriegs(un)schuld zunächst fortgesetzt. Dies blockierte die Frage nach möglichen gemeinsamen Ursachen beider Weltkriege und Kontinuitäten in den Kriegszielen deutscher Militär- und Wirtschaftseliten. Erst 1959 eröffnete der Hamburger Historiker Fritz Fischer eine neue Debatte um die Vorkriegspolitik des Deutschen Kaiserreichs. Mit der bis etwa 1985 andauernden „Fischer-Kontroverse“ begann in Deutschland wie im Ausland eine differenzierte Erforschung der längerfristigen, auch sozialen und ökonomischen Ursachen des Ersten Weltkriegs. Diese berücksichtigt den Umgang mit der Kriegsschuld vor 1933 auch im Blick auf die Entstehungsbedingungen des Zweiten Weltkriegs.
Aufgrund der gewachsenen Informations-, aber auch Manipulationsmöglichkeiten im Zeitalter der Massenmedien sind Debatten zur Kriegsschuld seit 1945 zu vielen Kriegen geführt worden und haben deren Beginn, Durchführung, Beendigung oder Aufarbeitung auf verschiedene Weise beeinflusst.
Der historisch an den Ersten Weltkrieg gebundene Begriff „Kriegsschuldfrage“ wird jedoch in Medien und Buchtiteln nur gelegentlich auf andere Kriege angewandt.

## Erster Weltkrieg

### Kriegspropaganda
Ein Angriffskrieg war nach damaligem Völkerrecht zwar legal, aber moralisch geächtet. Um zu beweisen, dass die Kriegsgegner diesen begonnen hätten und man selber ihn unbedingt zu vermeiden versucht habe, gaben alle beteiligten Regierungen im Kriegsverlauf „Farbbücher“ – Sammlungen ausgewählter diplomatischer Dokumente – heraus.

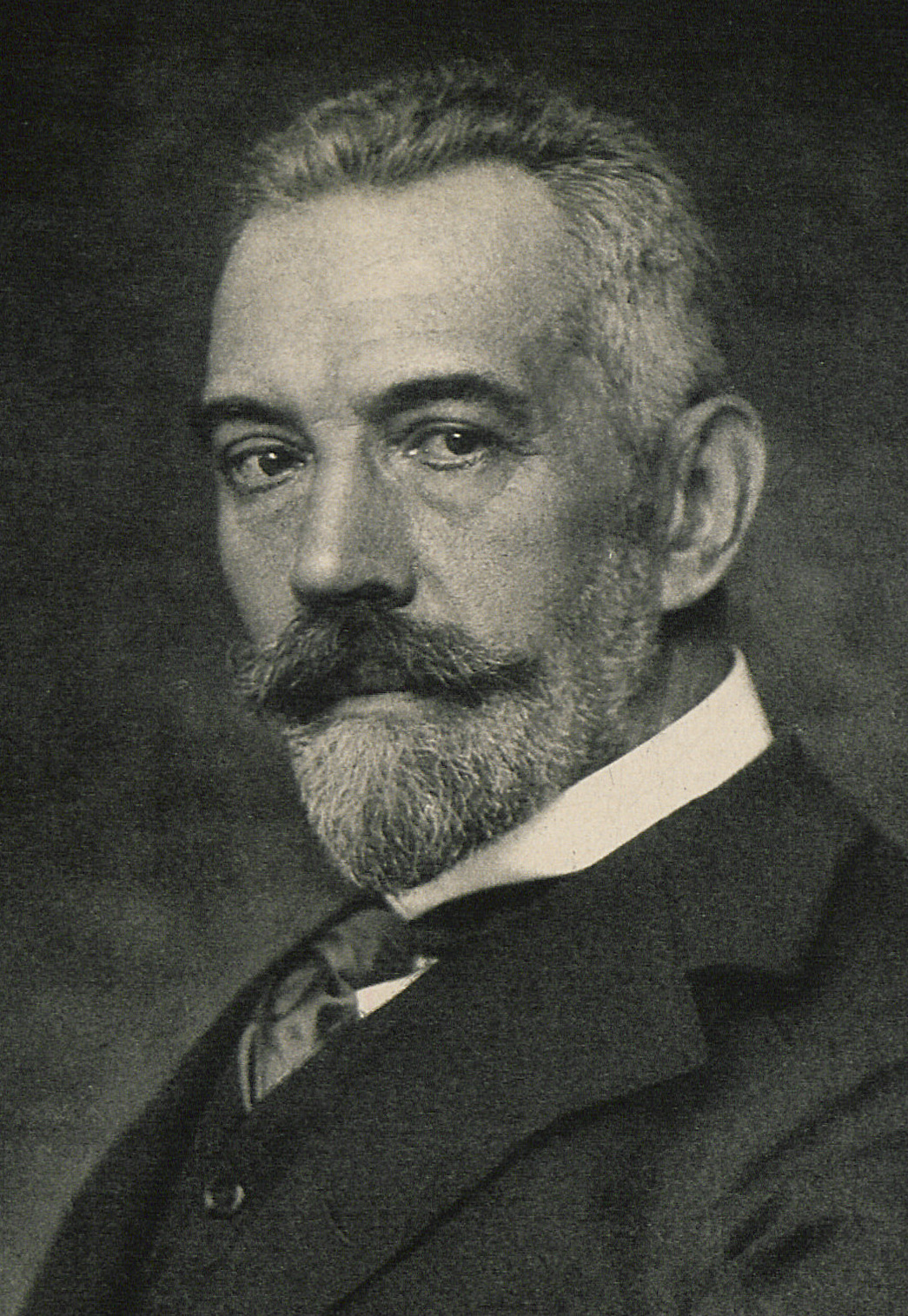
Reichskanzler Theobald von Bethmann Hollweg

Für die Propaganda der Entente war Deutschland seit dessen Einmarsch in Belgien der Aggressor. Die deutsche Regierung stellte die russische Generalmobilmachung als „Überfall“ dar; die eigenen Kriegserklärungen hätten einer „Einkreisung“ zuvorkommen sollen. Damit begründete die Oberste Heeresleitung (OHL) ihr Vorgehen nach dem Schlieffen-Plan und ihre Orientierung auf einen Siegfrieden. Reichskanzler Theobald von Bethmann Hollweg rechtfertigte die Verletzung der belgischen Neutralität im Reichstag am 4. August 1914 wie folgt:

„Wir sind jetzt in der Notwehr; und Not kennt kein Gebot. Unsere Truppen haben Luxemburg besetzt, vielleicht schon belgisches Gebiet betreten. Meine Herren, das widerspricht den Geboten des Völkerrechts. […] Das Unrecht – ich spreche offen –, das Unrecht, das wir damit tun, werden wir wieder gutmachen, sobald unser militärisches Ziel erreicht ist.“

Nur wenige führende Politiker gaben den eigenen Verbündeten oder sich selbst eine Teilschuld am Krieg. Der ungarische Ministerpräsident, Stephan Graf Tisza, hatte das Ultimatum Österreich-Ungarns an Serbien am 26. Juli 1914 wegen des Weltkriegsrisikos abgelehnt. Er soll Österreich-Ungarns Außenminister Leopold von Berchtold und der deutschen Regierung im Herbst 1914 intern die Hauptschuld an der Eskalation zum Weltkrieg zugewiesen haben.
Der Nachweis, selbst angegriffen worden zu sein, war vor allem innenpolitisch notwendig. Die Anhänger der Sozialdemokratie in Frankreich und Deutschland hatten noch Ende Juli 1914 massenhaft für den Frieden demonstriert. Die Kriegsbereitschaft war vor allem in Großbritannien gering; in Deutschland standen kriegsbegeisterte Massen in den Großstädten einer überwiegend skeptischen und teilnahmslosen Landbevölkerung gegenüber. Allen Verantwortlichen war klar, dass man das eigene Land als unschuldig am Kriegsausbruch darstellen musste, um die Bevölkerung für den Krieg zu gewinnen. Tatsächlich förderten die Farbbücher in allen kriegführenden Staaten die Kriegsbereitschaft.

### Kriegsunterstützung in Deutschland

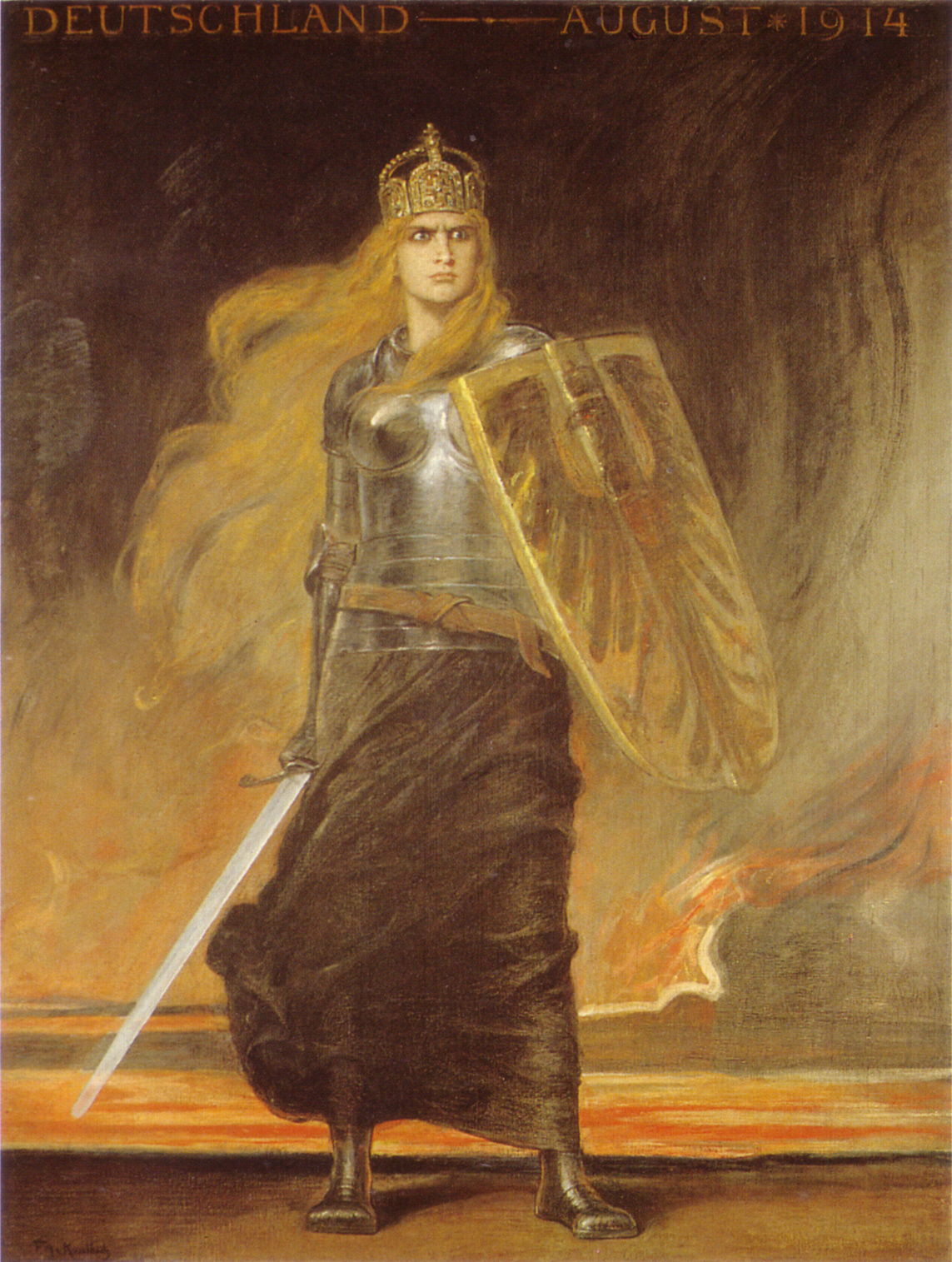
Friedrich August von Kaulbach: Germania, 1914

Fast alle im Kaiserreich etablierten Historiker – darunter Georg von Below, Otto Hintze, Erich Marcks, Friedrich Meinecke, Hermann Oncken – verstanden die Unterstützung der Regierung im Krieg durch nationalistische Darstellungen der eigenen Geschichte als ihre patriotische Pflicht. Viele Künstler und Schriftsteller, etwa Ludwig Fulda, unterstützten die Kriegsunschuldspropaganda: so das Manifest der 93 vom September 1914 sowie die Erklärung der Hochschullehrer des Deutschen Reiches vom Oktober 1914, auf die in den USA eine Antwort an die deutschen Professoren folgte.
In der SPD wurde aufgrund der Zustimmung zu den Kriegskrediten am 4. August 1914, die die Totalmobilmachung des Heeres ermöglichten, und zum Burgfrieden zunächst nicht nach der deutschen Kriegsschuld gefragt. Man glaubte mit den meisten Deutschen, Russland habe den Krieg ausgelöst und Deutschland einen Verteidigungskrieg aufgezwungen. Auf dieser Basis stimmte die MSPD mit liberaler Fortschrittspartei und katholischer Zentrumspartei am 19. Juli 1917 im Reichstag für eine Friedensresolution, um die OHL zur Abkehr vom Annexionskurs und U-Boot-Krieg, aber auch die Alliierten zur Beendung der Seeblockade und zu völkerrechtlichen Garantien für deutsche „Unversehrtheit“ zu bewegen. Ohne diese müsse der Krieg fortgesetzt werden: In seiner Einigkeit ist das deutsche Volk unüberwindlich.

### Kriegsgegner
Zweifel an der Kriegsunschuld des Kaiserreichs tauchten dort sofort nach dessen Kriegserklärungen auf, kamen aber wegen herrschender Propaganda, Kriegsrecht, Parteidisziplin und Pressezensur zunächst kaum zum Tragen. Kriegsgegner in den Mittelmächten konnten ihre Überzeugungen und Ziele bis Herbst 1918 nur illegal verbreiten und riskierten dabei hohe Strafen wegen Hoch- oder Landesverrats – bis hin zur Todesstrafe. Viele in Deutschland verfolgte Kriegsgegner emigrierten daher, vor allem in die Schweiz: Dort begann schon im Krieg eine Kriegsschulddebatte.

#### Sozialisten
Einige revolutionäre Sozialisten in der SPD, die deren Kriegszustimmung ablehnten, sammelten sich ab dem 5. August 1914 in der Gruppe Internationale. Deren Gründerin Rosa Luxemburg gab der SPD in der Juniusbroschüre vom Juni 1916 eine wesentliche Mitschuld am Zustandekommen des Weltkriegs. Nach ihrer marxistischen Auffassung hätte die Partei der Arbeiterklasse die historischen Gesetzmäßigkeiten, die zum gesamteuropäischen Krieg tendierten, rechtzeitig erkennen und bewusst machen müssen. Dass dies unterblieben sei, müsse konsequent analysiert und die richtigen Schlüsse für die Zukunft daraus gezogen werden.
Ab 1915 rückten weitere SPD-Mitglieder von ihrer bisherigen Zustimmung zum Krieg ab. Kurt Eisner gelangte durch eigenes Studium von Dokumenten kriegführender Staaten zur Überzeugung einer kriegsauslösenden Rolle des Kaiserreichs in der Julikrise. 1917 bestätigten ihn darin die Denkschrift des Diplomaten Karl Max Fürst Lichnowsky und eine Erklärung des wegen der deutschen Kriegsschuld zurückgetretenen Direktors der Friedrich Krupp AG, Wilhelm Muehlon.
Die im April 1917 gegründete Unabhängige Sozialdemokratische Partei Deutschlands forderte die sofortige Beendigung des Krieges und lehnte die Friedensresolution des Reichstags ab. Die ihr beigetretene Spartakusgruppe forderte im Dezember 1917 reichsweite Streiks, um den „Völkermord“ zu beenden. Die deutsche Regierung habe den Krieg entfesselt, aber dieser sei Folge des gesamteuropäischen Imperialismus, den nur eine soziale Revolution stürzen könne. Ein Teilfrieden mit dem seit der Oktoberrevolution friedensbereiten Russland werde den Krieg nur verlängern und eine neue Westoffensive ermöglichen. Im Revolutionsprogramm vom 7. Oktober 1918 hieß es:

„Dieser Krieg, mit der frechsten Lüge der Weltgeschichte – der vom schmählichen Überfall – begonnen, stellt endlich, nach vierjähriger Häufung von Lüge auf Lüge, das deutsche Proletariat vor die nackte Tatsache, dass Deutschlands Imperialismus politisch und militärisch vernichtend geschlagen ist […].“

Deswegen forderte der Bund umfassende Gesellschaftsveränderungen, darunter Enteignung der Banken und Schwerindustrie sowie Demokratisierung des Heeres.

#### Pazifisten
Die 1892 gegründete Deutsche Friedensgesellschaft hatte vor dem Krieg internationale Verträge zur Rüstungsbegrenzung und allgemeine Abrüstung gefordert. Sie rief die kriegführenden Regierungen zu Verhandlungen und Verzicht auf Kolonien und Eroberungen auf, stellte aber das nationale Selbstverteidigungsrecht nicht in Frage und verlangte keine Kriegsdienstverweigerung oder Entmachtung der Militäreliten. Ihr Mitgründer Richard Grelling zeigte sich jedoch in seiner Schrift J’accuse (1915) von der deutschen Kriegsschuld überzeugt.
Seit November 1914 trat der neugegründete Bund Neues Vaterland gegen die im Alldeutschen Verband organisierten Annexionisten für einen Verständigungsfrieden und verbindliche Völkerrechtsverträge ein. Um die Regierung dafür zu gewinnen, stellte er die Kriegsschuldfrage nicht in den Vordergrund. Er wurde dennoch 1916 verboten.
Der radikale Pazifist und Antimilitarist Fritz Küster gab der deutschen Regierung seit ihrer Besetzung Belgiens die Kriegsschuld, bezeichnete ihre These vom „Überfall“ als Lüge und stimmte den Kriegskrediten nicht zu. Ohne Erkenntnis und Bekenntnis der Kriegsschuld und Verurteilung der Schuldigen gebe es keinen deutschen Neuanfang. Deshalb mahnte er eine „wirkliche Revolution des Gewissens“ und den Bruch mit dem „Kriegsgeist“ an, um nachhaltig Frieden zu schaffen.
Der in die Schweiz mit seiner Frau Emmy Ball-Hennings emigrierte Hugo Ball schrieb in Zürich 1915 den Artikel „Das wahre Gesicht“ zur Kriegsschuldfrage. Er wurde 1918 Redakteur der Berner Freien Zeitung, in der viele prominente Kriegsgegner auch zur Kriegsschuld zu Wort kamen, darunter Ernst Bloch, das Ehepaar Claire und Yvan Goll, Carl von Ossietzky, Franz Werfel und Else Lasker-Schüler. Vorwürfe einer Finanzierung durch die Entente blieben unaufgeklärt. Deutsche Behörden finanzierten ab August 1917 die weniger auflagenstarke Zürcher Gegenzeitung „Das Freie Wort“ mit.
Die Pazifisten begrüßten das 14-Punkte-Programm des US-Präsidenten Woodrow Wilson vom 18. Januar 1918. Dieses forderte die Rückgabe aller eroberten und besetzten Gebiete und das Selbstbestimmungsrecht der Völker, ohne deutsche Kriegsschuld zu benennen. Erst nach dem Waffenstillstandsangebot der Reichsregierung vom 3. Oktober 1918 verlangte Wilson die Abdankung des Kaisers als Bedingung für Verhandlungen.

## Weimarer Republik

### Novemberrevolution
Die in der Novemberrevolution gebildeten Arbeiter- und Soldatenräte gaben den bisherigen Eliten die Schuld am Weltkrieg und strebten ihre vollständige Entmachtung an. Die Verurteilung von Einzelpersonen trat dabei hinter die Abschaffung der Monarchie und das Ziel möglichst weitgehender Demokratisierung von Justiz, Verwaltung, Wirtschaft und Militär zurück. Offiziere wurden meist abgesetzt und entwaffnet, aber nicht inhaftiert oder getötet.
Nur der „Zentralrat der Marine“ am 9. November 1918 und der Münchner Arbeiter- und Soldatenrat am 12. Dezember 1918 verlangten ein Volksgericht, das die am Krieg schuldigen Personen ermitteln und verurteilen sollte: vor allem OHL und Reichsregierung, aber auch Kriegs- und Feldrichter wegen ihrer Todesurteile gegen Soldaten und Deserteure.
Am 25. November 1918 gab Kurt Eisner als provisorischer Ministerpräsident des von ihm ausgerufenen Freistaats Bayern Geheimdokumente der bayerischen Gesandtschaft in Berlin in Auszügen an die Presse, um die deutsche Kriegsschuld zu belegen. Er hoffte, damit Deutschlands internationale Isolierung zu durchbrechen und die Siegermächte von einem Gesinnungswandel der Deutschen zu überzeugen, um so auch für Bayern bessere Friedensbedingungen zu erreichen. Zudem wollte er die Deutschen darüber aufklären, dass Reichsregierung und Militärführung sie bewusst über ihre tatsächlichen Kriegsziele getäuscht hätten, so dass nur die Ablösung der Militär- und Verwaltungseliten eine nachhaltige Demokratisierung gewährleisten könne. Dies lehnten die provisorische Regierung unter Friedrich Ebert und die meisten Mitglieder der bayerischen Räteregierung ab. Viele rechtsgerichtete Medien und die bayerischen und preußischen Militärs sahen Eisner fortan als Landesverräter an.
Auf dem internationalen Sozialistenkongress in Bern (3.–10. Februar 1919) forderte er erneut die Anerkennung der deutschen Kriegsschuld und schlug ein großes Aussöhnungswerk zum freiwilligen Wiederaufbau vom Krieg zerstörter ausländischer Gebiete vor. Während KPD und USPD dies begrüßten, warfen das Auswärtige Amt, SPD und konservativ-bürgerliche Medien Eisner vor, aus politischer Naivität deutsche Interessen zu verraten und den Siegermächten Gründe für ein hartes Vorgehen gegen Deutschland zu liefern. Die Alliierten kamen Eisner nicht entgegen. Er wurde am 21. Februar 1919 von einem nationalistischen Attentäter ermordet. Erst seit den 1960er Jahren würdigen einige Historiker seinen isolierten Vorstoß als Alternative zur damaligen Politik der Reichsregierung und Beitrag zur Völkerverständigung.

### Internationales Schiedsgericht
Während USPD- und KPD-Vertreter eher die moralische Kriegsschuld der kaiserlichen Führungskräfte hervorhoben und soziale, weniger juristische Konsequenzen damit verbanden, forderte die provisorische Regierung in Berlin Anfang 1919 einen „neutralen“ internationalen Gerichtshof, um die Kriegsschuldfrage aus den bevorstehenden Pariser Friedensverhandlungen auszuklammern.
Mit ähnlicher Zielsetzung gründeten einige Nationalliberale, darunter Max von Baden, Paul Rohrbach, Max Weber, Friedrich Meinecke, Ernst Troeltsch, Lujo Brentano und Conrad Haußmann, am 3. Februar 1919 eine „Arbeitsgemeinschaft für Politik des Rechts“ („Heidelberger Vereinigung“). Sie versuchte die Schuldfrage wissenschaftlich zu klären und wollte die Schuldanteile und Völkerrechtsverletzungen von einem Schiedsgericht untersuchen lassen. Sie verband dies mit Kritik an der Deutschlandpolitik der Ententemächte und bekämpfte deren angebliche „Kriegsschuldlüge“ noch vor Abschluss des Versailler Vertrags. Eine vierköpfige Delegation der Vereinigung sollte die alliierten Kriegsschuldthesen im Auftrag des Auswärtigen Amtes zurückweisen und übergab dazu in Versailles eine „Denkschrift zur Prüfung der Kriegsschuldfrage“ (auch „Professoren-Denkschrift“ genannt).
Nachdem die Alliierten die Vorschläge abgelehnt und stattdessen die Auslieferung der „Kriegsschuldigen“ verlangt hatten, forderte Otto Landsknecht (MSPD Bayern) am 12. März 1919 einen nationalen Staatsgerichtshof für deren Verurteilung. 
Dies unterstützten nur wenige SPD-Vertreter, darunter Philipp Scheidemann. Exgeneral Erich Ludendorff griff ihn deshalb heftig an und warf den Regierungsvertretern Verrat im Sinne der Dolchstoßlegende vor. Nach Bekanntwerden der Versailler Auflagen forderten diese die Streichung des Paragraphen zur Auslieferung der Kriegsschuldigen.

### „Kriegsschuldreferat“
Die Linie der SPD-Mehrheit, die an die eigene Kriegszustimmung 1914 bis 1918 anknüpfte und den kaiserlichen Verwaltungsapparat nahezu unangetastet ließ, bestimmte weiterhin die innenpolitische Aufarbeitung des Krieges. Im Blick auf die am 18. Januar 1919 begonnene Pariser Friedenskonferenz 1919 hatte das Auswärtige Amt schon Ende 1918 das nach dem späteren Staatssekretär im Auswärtigen Amt, Bernhard Wilhelm von Bülow, benannte „Spezialbüro Bülow“ eingerichtet. Daraus wurde 1919 das „Kriegsschuldreferat“. Es sammelte nach Art der „Farbbücher“ Dokumente, um Vorwürfen zu begegnen, Deutschland und Österreich-Ungarn hätten den Weltkrieg geplant und das Kriegsvölkerrecht „vorsätzlich“ missachtet. Damit sollten auch ausländische Historiker und Journalisten mit entlastendem Material versorgt werden, um die öffentliche Meinung des Auslands zu beeinflussen.
Das Referat betätigte sich ferner als „interne Zensurstelle“, legte fest, welche Publikationen zu loben oder zu kritisieren seien, und bereitete offizielle Erklärungen für den Reichskanzler und den Reichspräsidenten zum Kriegsschuldthema vor. Theodor Schieder schrieb dazu später: „Die Forschung war im Ursprung geradezu eine Fortsetzung des Krieges mit anderen Mitteln.“
Dokumentationen des Kriegsschuldreferats wurden von den Delegierten der Siegermächte auf der Pariser Konferenz und in den Folgejahren jedoch nicht berücksichtigt. Nur auf die Forderung nach Auslieferung der deutschen „Hauptkriegsverbrecher“, die in Deutschland vehement abgelehnt wurde, verzichteten die Alliierten ab 1922.

### Versailler Vertrag

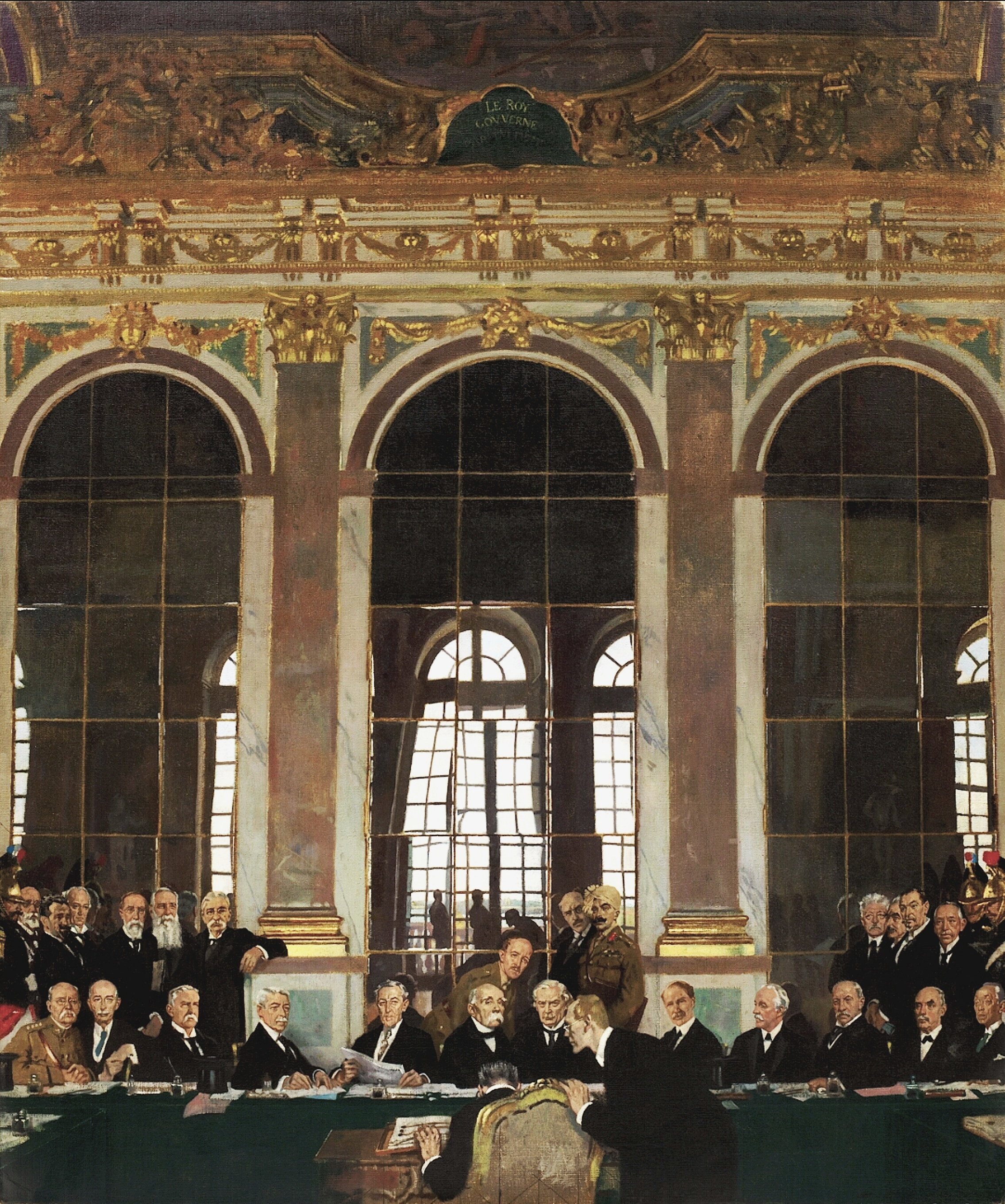
William Orpen: The Signing of Peace in the Hall of Mirrors. Vertragsunterzeichnung im Spiegelsaal von Versailles.

Am 7. Mai 1919 wurden die auf der Konferenz beschlossenen Auflagen der Siegermächte offiziell bekannt, darunter Gebietsabtretungen, Verlust aller Kolonien, Obergrenzen und Kontrollen für das deutsche Militär und umfangreiche finanzielle Reparationen. Artikel 231 des Versailler Vertrags, auf den vor allem Frankreich bestanden hatte, begründete diese völkerrechtlich, indem er die Alleinverantwortung Deutschlands und seiner Verbündeten für die im Weltkrieg entstandenen Schäden festschrieb.
Eine Mantelnote der Alliierten an die deutsche Delegation vom 16. Juni 1919 verschärfte die Vorwürfe: Deutschland allein habe den Krieg „angezettelt“, der „das größte Verbrechen gegen die Menschheit und Freiheit der Völker“ gewesen sei, „welches eine sich für zivilisiert ausgebende Nation jemals mit Bewusstsein begangen hat“. Aus einem traditionell preußischen Hegemoniestreben heraus habe die Reichsregierung Österreich-Ungarn ermutigt, Serbien den Krieg zu erklären, wissend, dass dies den allgemeinen Krieg entfesseln würde, auf den nur Deutschland vorbereitet gewesen sei. Dazu habe sie sich allen Verhandlungs- und Versöhnungsversuchen entzogen.
Dies wurde weithin nicht nur als juristische Legitimation der Reparationen, sondern auch als moralische Verurteilung empfunden und löste daher einen Sturm der Entrüstung in der deutschen Öffentlichkeit aus. Die Ablehnung reichte von der äußersten Rechten über die Regierungsparteien bis zur KPD. Um den Vertrag nicht verantworten zu müssen, trat das Kabinett im Juni 1919 geschlossen zurück. Nach einer alliierten Interventionsdrohung stimmte der Reichstag dem Vertrag jedoch am 22. Juni 1919 mehrheitlich zu, so dass er am 28. Juni unterzeichnet wurde und am 10. Januar 1920 – in Österreich im folgenden Dezember – in Kraft trat. Wegen der Drohung wurde der Vertrag auch von den SPD-Regierungsmitgliedern als „Schanddiktat“ und „Diktatfrieden“ bezeichnet.
Der Versailler Vertrag schrieb in Art. 227 die persönliche Verantwortung des ehemaligen deutschen Kaisers Wilhelm II. fest und forderte in Art. 228–230 einen alliierten Gerichtshof zur öffentlichen Anklage „wegen schwerster Verletzung der internationalen Moral und der Heiligkeit der Verträge“ sowie die Anklage sonstiger Personen „wegen einer gegen die Gesetze und Gebräuche des Krieges verstoßenden Handlung“ vor nationalen Militärgerichten. Zu einer Anklage gegen Wilhelm II. kam es nicht, wohl aber zu den Leipziger Prozessen vor dem Reichsgericht.

### Parlamentarischer Untersuchungsausschuss
Im August 1919 berief die verfassunggebende Nationalversammlung einen „Untersuchungsausschuss für die Schuldfragen“ ein. Er sollte prüfen, „inwieweit Deutsche, die vermöge ihrer Stellung im öffentlichen Leben von Einfluss waren, in begründetem Verdacht stehen, zum Ausbruch, zur Verlängerung und zum Verlust des Weltkriegs schuldhaft beigetragen zu haben“. Seine erklärten Ziele waren u. a.:
- „Aufklärung der Vorgänge, die im Juli 1914 als Folge des Attentats in Sarajewo zum Ausbruch des Krieges geführt haben.“
- „Aufklärung sämtlicher Möglichkeiten, zu Friedensbesprechungen zu gelangen, und Aufklärung der Gründe, die solche Möglichkeiten oder dahingehende Pläne und Beschlüsse deutscherseits zum Scheitern gebracht haben bzw. wenn Besprechungen stattgefunden haben; aus welchen Gründen solche Besprechungen erfolglos blieben.“
- „Aufklärung über kriegerische Maßnahmen, die völkerrechtlich verboten waren […]. Aufklärung über die wirtschaftlichen Kriegsmaßnahmen an der Front, im besetzten Gebiet, die völkerrechtswidrig waren […].“

Nach Reichsinnenminister Hugo Preuß sollte diese Prüfung Deutschland davor bewahren, „dass Männer, die an seinem schweren Schicksal mitschuldig sind, wieder zu Amt und Würden kommen oder sonst öffentlichen Einfluss erlangen“.
Die Debatten im Ausschuss wurden zwar offen geführt und repräsentierten alle damaligen Meinungen zur Kriegsschuld. Sie verfehlten aber die ursprüngliche Zielvorgabe, weil die Ausschussmehrheit gemäß den Forderungen des Auswärtigen Amtes die seit April 1919 bekannten Geheimdokumente zu Deutschlands Annexionsplänen unveröffentlicht ließ, um die Verhandlungsposition der Reichsregierung gegenüber den Alliierten nicht zu schwächen. 1932 wollte der Ausschuss fünf Bände mit Dokumenten, Zeugenbefragungen und Gutachten zu den deutschen Weltkriegszielen herausgeben, doch das Kriegsschuldreferat verhinderte dies mit seinem Veto.

### „Zentralstelle“ und „Arbeitsausschuss“
Nach Inkrafttreten des Versailler Vertrages setzte das Auswärtige Amt die staatliche Kontrolle der Kriegsschulddebatte fort. Dazu finanzierte und dirigierte das „Kriegsschuldreferat“ nach der Londoner Konferenz (1921) die Zentralstelle für die Erforschung der Kriegsursachen. Sie sollte die „Unschuldskampagne“ für das Ausland „wissenschaftlich“ untermauern. Dazu erschien ab 1923 ihre Zeitschrift Die Kriegsschuldfrage: Berliner Monatshefte mit monatlichen Beiträgen von sechzig bis zu hundert Seiten. Zudem vergab die Redaktion Aufträge an angeblich unabhängige „Kriegsschuldforscher“, darunter Nichthistoriker wie Bernhard Schwertfeger und Hermann Lutz oder ausländische Historiker wie Milos Boghitschewitsch. Für ihre regelmäßigen Artikel erhielten sie Honorare vom Auswärtigen Amt. Dieses kaufte regelmäßig größere Auflagen zur kostenlosen Verteilung in den deutschen Auslandsvertretungen und an ausländische Journalisten. Herausgeber war der ehemalige Generalstabsoffizier Alfred von Wegerer, dessen 1934 veröffentlichtes Buch „Der Erste Weltkrieg“ in der NS-Zeit als Standardwerk galt.
Für die Kriegsunschuldspropaganda im Inland wurde ein „Arbeitsausschuss Deutscher Verbände“ mit Vertretern vieler als „gesellschaftsfähig“ angesehenen Gruppen gegründet.
Die Universitäten beteiligten sich kaum an der staatlich gelenkten Kriegsschulddebatte. Die angesehene Historische Zeitschrift veröffentlichte von 1918 bis 1933 nur neun Aufsätze zum Thema. Doch einige Fachhistoriker schrieben eigene Beiträge für die „Kriegsschuldfrage“, so Hans Delbrück, Kurt Jagow, Johannes Haller, Fritz Hartung, Hans Herzfeld, Hermann Oncken, Hans Rothfels, Dietrich Schäfer und Friedrich Thimme.
Ab 1922 veröffentlichte das Kriegsschuldreferat gesammelte und ausgewählte Akten zum Ersten Weltkrieg unter den Titeln „Deutsche Dokumente zum Kriegsausbruch“ und „Große Politik der Europäischen Kabinette 1871–1914“ in 40 Bänden. Diese sollten die Kriegsunschuld des Deutschen Reiches untermauern und Serbien und Russland die Hauptschuld zuweisen.
Ab 1929 benannte die Zentralstelle ihre Zeitschrift in Berliner Monatshefte um. Deren Autoren erklärten nun häufiger, dass keine Nation eine Schuld am Weltkrieg trage, und machten schicksalhafte, nicht beeinflussbare Umstände für diesen verantwortlich. Rothfels, Herzfeld und seit 1928 auch Gerhard Ritter bestritten, dass eine Verständigung mit Großbritannien zwischen 1890 und 1914 möglich war. Reichskanzler Bethmann Hollweg habe zu lange darauf gehofft, statt die eigene militärische Stärke auszubauen. Dagegen glaubten Hans Delbrück, der schon im Krieg für einen Verständigungsfrieden eingetreten war, und Friedrich Meinecke an Chancen einer deutsch-englischen Annäherung vor dem Krieg, die das Kaiserreich leichtfertig verspielt habe.

### Potsdamer Reichsarchiv
Seit 1914 hatte das deutsche Militär selbst maßgebenden Einfluss auf die deutsche Geschichtsschreibung. Die Kriegsberichterstattung oblag bis 1918 dem Großen Generalstab, nach 1918 dem von Hans von Seeckt gegründeten Potsdamer Reichsarchiv. Damit bestimmte neben dem Auswärtigen Amt auch die Führung der Reichswehr mit ihrem großenteils antidemokratischen Beamtenpersonal die Kriegsdarstellung in der Weimarer Republik.
Das Archiv widmete sich ebenfalls der Aufgabe, die deutsche Kriegsschuld 1914 und deutsche Kriegsverbrechen zu „widerlegen“. Dazu erstellte es Gutachten für den Untersuchungsausschuss des Reichstags und veröffentlichte von 1925 bis zu seiner Übernahme 1956 durch das Bundesarchiv 18 Bände zum Thema Der Weltkrieg 1914–1918. Bis 1933 setzten sich jedoch auch dort allmählich historisch-kritische Methoden durch:
- Die planmäßige Befragung von Zeitzeugen, z. B. Stimmungsberichte untergeordneter militärischer Dienststellen oder Kriegsbriefsammlungen, wurde als neue historische Quelle aufgenommen.
- Eine Teilkritik an der OHL wurde in amtlichen Darstellungen akzeptiert: Meist wurde sie nur an Helmuth Johannes Ludwig von Moltke und Erich von Falkenhayn geübt, um deren Nachfolger Hindenburg und Ludendorff zu entlasten.
- Der Primat der Regierungspolitik und die traditionelle Orientierung an den „großen Führerpersönlichkeiten“ widersprachen – teils ungewollt – der Logik der Kriegsunschuldslegende, die von schicksalhaften Zwängen ausging.

Dabei unterblieb jedoch weiterhin jede Analyse ökonomischer, massenpsychologischer und ideologischer Einflüsse auf den Kriegsverlauf. Die Entwicklung von Regierungsentscheidungen zu einem totalen Krieg ganzer Gesellschaften blieb unbegriffen.

### Politische Vorstöße zur Anerkennung der deutschen Kriegsschuld
Während die meisten Medien den Versailler Vertrag bekämpften, folgerten einige aus den Kriegs- und Revolutionserfahrungen, dass die Kriegsschuld moralisch aufgearbeitet werden müsse, so die im November 1918 gegründete linksliberale Zeitschrift Die Weltbühne unter dem Redakteur Siegfried Jacobsohn. Dieser hielt schonungslose Aufklärung über die Fehler der deutschen Vorkriegspolitik und das Eingeständnis deutscher Kriegsschuld für unbedingt notwendig für eine erfolgreiche Demokratie und Abkehr vom Militarismus.
Heinrich Ströbel schrieb am 8. Mai 1919 wenige Tage nach dem blutigen Ende der Münchner Räterepublik in der Weltbühne:

„Nein, man ist in Deutschland noch weit ab von jeder Erkenntnis. Wie man das Schuldbekenntnis verweigert, so verweigert man auch dem guten Willen der Andern verstockt den Glauben. Man sieht noch immer nur die Gier, die Ränke, die Arglist der Andern, und die belebendste Hoffnung ist, daß dereinst der Tag komme, der diese dunklen Mächte den eigenen Interessen dienstbar mache. Noch haben die heute Regierenden nichts aus dem Weltkrieg gelernt, noch beherrscht sie der alte Wahn, der alte Machtwahn.“

Diese Haltung teilten auch Carl von Ossietzky und Kurt Tucholsky. Dieser schrieb am 23. Juli 1929 in einer Rezension zu Emil Ludwigs Buch Juli 14:

„Die Völker haben keinen Krieg gewollt, kein Volk hat ihn gewollt; durch die Borniertheit, Fahrlässigkeit und Böswilligkeit der Diplomaten ist es zu diesem ‚dümmsten aller Kriege‘ gekommen.“

In der Weimarer Republik entstand eine deutsche Friedensbewegung, die jährlich zum damals am 1. August begangenen Antikriegstag demonstrierte. Ihr gehörten neben Anhängern der Linksparteien, liberalen und antimilitaristischen Gruppen auch einige ehemalige Soldaten, Offiziere und Generäle an, die sich mit der Kriegsschuldfrage befasst und dadurch wie auch durch den Einfluss ihrer Ehefrauen zu Pazifisten gewandelt hatten, darunter Hans Georg von Beerfelde, Moritz von Egidy, der Major Franz Carl Endres, die Kapitänleutnants Hans Paasche und Heinz Kraschutzki, Oberst Kurt von Tepper-Laski, Fritz von Unruh sowie die Generäle Berthold Deimling, Maximilian von Montgelas und Paul Freiherr von Schoenaich.
Auf dem ersten deutschen Pazifistenkongress vom Juni 1919 machten der Bund Neues Vaterland und die Zentralstelle für Völkerrecht gegen eine starke, von Ludwig Quidde angeführte Minderheit, die den Versailler Vertrag ablehnte, die Anerkennung der deutschen Kriegsschuld zum Programm. Dafür setzte sich in der nach den ersten Parlamentswahlen politisch bedeutungslos gewordenen USPD wie auch im Parlamentsausschuss besonders Eduard Bernstein ein.
Er erreichte die Abkehr von der sozialdemokratischen Vorstellung, der Krieg sei notwendige Vorbedingung für eine erfolgreiche Sozialrevolution gewesen. Dies begünstigte die Wiedervereinigung einer USPD-Minderheit mit der SPD 1924 und die Aufnahme einiger pazifistischer Forderungen in das Heidelberger Programm der SPD von 1925.

### Minderheitsvoten unter Historikern
Nur wenige Weimarer Historiker äußerten Zweifel an den offiziellen Forschungsergebnissen und widersprachen dem nationalen Abwehrkonsens: darunter Eckart Kehr, Hermann Kantorowicz, Arthur Rosenberg, Richard Grelling und Georg Metzlers. Kehr forderte methodisch die Abkehr von der Diplomatiegeschichte zugunsten eines „Primats der Innenpolitik“. Er führte Deutschlands außenpolitische Isolierung auf lang angelegte gesellschaftliche Spannungen im Deutschen Kaiserreich zurück: Dessen vordemokratische Eliten hätten zur Stabilisierung des Staates bewusst auf die riskante Flottenrüstung gesetzt. Gerhard Ritter nannte Kehr deshalb einen „für unsere Historie ganz gefährlichen ‚Edelbolschewisten‘“, der sich lieber gleich in Russland habilitieren solle.
Kantorowicz arbeitete in einem Gutachten für den Parlamentarischen Untersuchungsausschuss 1923 heraus, dass der Berliner Regierung 1914 juristisch ein unbedingter Vorsatz zur Auslösung eines Balkankrieges, ein bedingter Vorsatz zur Auslösung eines kontinentalen Krieges und die fahrlässige Herbeiführung eines Weltkrieges anzulasten sei. Sein fertiggestelltes Gutachten blieb jedoch auf Betreiben des Ausschuss-Generalsekretärs Eugen Fischer-Baling und des Kriegsschuldreferats unveröffentlicht und wurde erst lange nach dem Zweiten Weltkrieg im Jahr 1967 von dem Historiker Imanuel Geiss herausgegeben. Kantorowicz veröffentlichte zudem 1929 das Buch Der Geist der englischen Politik und das Gespenst der Einkreisung Deutschlands, in dem er die OHL-These von der Einkreisung des Reiches detailliert zurückwies und vor neuen Kriegsplänen derselben Militäreliten warnte.
Doch solche Stimmen blieben Ausnahmen. Sie wurden tabuisiert, und ihre Vertreter wurden gesellschaftlich isoliert. Auch Arbeiten ausländischer Historiker, die die Schuldanteile der Großmächte durchaus differenziert darstellten, wurden ignoriert: darunter Les origines immédiates de la guerre von Pierre Renouvin (Paris 1925) oder The Coming of the War 1914 von Bernadotte Everly Schmitt (zwei Bände, London/New York 1930).
Schmitt (1886–1969, Prof. an der Uni Chicago von 1924–1946) hielt in diesem Werk an der deutschen Hauptverantwortung fest.

### Historischer Abwehrkonsens
Insgesamt kam in der Weimarer Zeit weder in Wissenschaft noch Politik und Medien eine sachliche und kritische Rückfrage nach den Kriegsursachen sowie der deutschen Eigenverantwortung für den Krieg auf. Das offizielle Geschichtsbild folgte weiterhin der von der OHL 1914 ausgegebenen Überfall- bzw. Einkreisungsthese. Die Auflagen von Versailles zu revidieren, wurde zum Hauptziel deutscher Außenpolitik in Weimar.
Dieser Abwehrkonsens förderte erheblich die Agitation gegen das Ausland und die Weimarer Verfassung als solche. Vor allem die NSDAP, aber auch die DNVP, stellten die gesamte Nachkriegsordnung in Frage und propagierten dazu die „Kriegsschuldlüge“. Im Einklang mit nationalkonservativen und bürgerlichen Rechtsparteien warfen sie den Regierungsparteien vor, mit der Vertragsunterzeichnung zur Demütigung Deutschlands beigetragen zu haben und ihm das Selbstbestimmungsrecht zu verweigern.
Damit lagen sie auf der Linie der Selbstrechtfertigung des gestürzten Kaisers Wilhelm II. in seinen Memoiren von 1922, in denen er jede deutsche und persönliche Schuld am Krieg von sich wies. Heutige Kaiserbiographien wie die von John Röhl urteilen:

„Er hat keine Kriegsverbrechen verübt, keinen Mordbefehl erlassen oder dergleichen. Aber Verschwörung zu einem Angriffskrieg – das muss man ihm vorwerfen. Ich glaube, seine Schuld ist sehr groß, viel größer, als gemeinhin unterstellt wird. Und wenn er vor Gericht gekommen wäre, wäre er auch verurteilt worden.“

Damalige Historiker wie Werner Conze (1910–1986) oder Theodor Schieder (1908–1984) bekämpften mit dem Kriegsschuldvorwurf zugleich den Verzicht auf deutsche Gebietsansprüche. Heutige Historiker wie Gerhard Hirschfeld machen die Weimarer Kriegsschuldtabuisierung für verhängnisvolle Folgen mitverantwortlich:

„Die ‚Kriegsunschuldlegende‘ sollte nach dem Willen zahlreicher Weimarer Demokraten als gleichsam emotionale Klammer für die auseinander strebenden politischen und gesellschaftlichen Kräfte der jungen Republik wirken. Damit erwies sich die Ablehnung des Friedensvertrages von Versailles (insbesondere die in Artikel 231 festgelegte Verantwortung für den Weltkrieg) einmal mehr als das einzige ‚emotional wirksame Integrationsmittel‘ (Hagen Schulze), über das die Republik gebot. Der Kampf gegen die alliierte ‚Kriegsschuldlüge‘ verhinderte aber zugleich den notwendigen historischen Bruch mit der Vergangenheit und trug entscheidend zur politischen wie zur ‚moralischen Kontinuität‘ (Heinrich-August Winkler) zwischen dem wilhelminischen Kaiserreich und der Weimarer Republik bei.“

## Zeit des Nationalsozialismus
Adolf Hitler hatte 1925 in Mein Kampf eine Kriegsbejahung aller Deutschen behauptet:

„Der Kampf des Jahres 1914 wurde den Massen, wahrhaftiger Gott, nicht aufgezwungen, sondern von dem gesamten Volke selbst begehrt.“

Die Initiative zum Weltkrieg sah er dennoch auf Seiten der Entente, so dass die deutsche Kriegsschuld für ihn im Versäumnis eines Präventivkrieges bestand:

„Die Schuld der deutschen Regierung war dabei, daß sie, um den Frieden nur ja zu erhalten, die günstigen Stunden des Losschlagens immer versäumte, sich in das Bündnis zur Erhaltung des Weltfriedens verstrickte und so endlich das Opfer einer Weltkoalition wurde, die eben dem Drang nach Erhaltung des Weltfriedens die Entschlossenheit zum Weltkrieg entgegenstemmte.“

1930 forderte die Reichstagsfraktion der NSDAP als Novellierung des Republikschutzgesetzes, man solle die Behauptung, Deutschland habe den Ersten Weltkrieg verursacht, ebenso wie Kriegsdienstverweigerung, Abrüstungsforderungen, das „Verächtlichmachen lebender und toter Kriegshelden“ und die „Herabsetzung nationaler Symbole“ als „Wehrverrat“ mit Todesstrafe ahnden. Dies fand begeisterte Zustimmung bei einigen damals prominenten Rechtswissenschaftlern wie Georg Dahm.
Nach der Machtergreifung 1933 beendete ein „Führerwort“ Hitlers die deutsche Kriegsschulddebatte im Anschluss an die zuvor propagierte „Kriegsschuldlüge“ und im Einklang mit britischen Historikern der Appeasementära:

„Weder der Kaiser, noch die Regierung, noch das Volk haben diesen Krieg gewollt.“

Alfred von Wegerer zitierte Hitlers Aussage im Dezember 1934 in den Berliner Monatsheften und verband damit die Erwartung, nun endlich werde die durch den Versailler Vertrag „aufs schwerste verletzte“ […] „Ehre der Nation“ „in vollem Umfang wiederhergestellt“.
Unter dieser neuen politischen Vorgabe fragten die deutschen Historiker nicht mehr nach der Kriegsschuld, sondern nach den politisch notwendigen Konsequenzen, um einen angeblich von außen aufgezwungenen neuen Weltkrieg wirksam zu verhindern. Julius Hashagen schrieb 1934 rückblickend über die Berliner Monatshefte: „… unter der beherrschenden und verdienstvollen Leitung dieser Zeitschrift und ihrer Mitarbeiter“ habe die deutsche Kriegsschuldforschung „erhebliche Fortschritte“ erzielt. Die meisten am Reichsarchiv angestellten Militärhistoriker begrüßten die 1934 einsetzende Verdrängung der Kriegsschuldfrage zugunsten einer militärischen Kriegsgeschichtsschreibung. Doch bald richteten sich die anfangs von ihnen begrüßten Maßnahmen des NS-Regimes auch gegen einige der Zeitschrift verbundene Historiker selber.
Am 30. Januar 1937 widerrief Hitler die deutsche Unterschrift unter dem „Kriegsschuldartikel“ 231 des Versailler Vertrags. Am 30. Januar 1939 rechtfertigte er seinen Kriegskurs im Reichstag mit der Ankündigung:

„Ich will heute wieder ein Prophet sein: Wenn es dem internationalen Finanzjudentum in- und außerhalb Europas gelingen sollte, die Völker noch einmal in einen Weltkrieg zu stürzen, dann würde das Ergebnis nicht die Bolschewisierung der Erde und damit der Sieg des Judentums sein, sondern die Vernichtung der jüdischen Rasse in Europa.“

Im Frühsommer 1940 gab das NS-Regime die schnelle Eroberung von Belgien und Frankreich als das eigentliche Ende des Ersten Weltkriegs aus, das die Niederlage von 1918 in einen späten Sieg umwandeln sollte. Auch liberale Historiker wie Friedrich Meinecke begrüßten diese Siege als persönliche Genugtuung.

## Bundesrepublik Deutschland

### Nachkriegszeit
Nach der NS-Zeit dominierten erneut nationalkonservative Historiker der Weimarer Zeit die westdeutschen Fachdebatten und kehrten meist nach „einigen Jahren anfänglicher Verwirrung und nationaler Zerknirschung […] wieder zur alten Linie zurück“. So behauptete Gerhard Ritter in der 5. Auflage seines 1940 verfassten Buchs Die Dämonie der Macht (Stuttgart 1947) eine „militärisch-politische Zwangslage, die unsere Diplomatie im Moment der großen Weltkrisis im Juli 1914 geradezu in Fesseln schlug“. Ähnlich urteilte Friedrich Meinecke in Die deutsche Katastrophe (Wiesbaden 1946). Dabei blieben ausländische Forschungen erneut unberücksichtigt: vor allem das umfassende, quellenkritische Werk zur Julikrise 1914 des italienischen Historikers Luigi Albertini, Le origini della guerra del 1914 (drei Bände, erschienen in Mailand 1942–1943, nach 1945 englisch übersetzt). Er gab allen europäischen Regierungen Verantwortung für den Kriegsausbruch, sah aber den deutschen Druck auf Österreich-Ungarn als entscheidenden Faktor für dessen kriegerisches Vorgehen gegen Serbien.
Im September 1949 behauptete Ritter als erster Vorsitzender des neugebildeten Deutschen Historikerverbandes in seinem Eröffnungsvortrag, der Kampf um die Kriegsschuldfrage in der Weimarer Republik habe „schließlich zum Welterfolg der deutschen Hauptthesen geführt“. 1950 bekräftigte er in einem Aufsatz:

„In der unermesslichen internationalen Spezialforschung hat sich die deutsche These, dass von einem lang vorbedachten Überfall der Mittelmächte auf ihre Nachbarn keine Rede sein könne, bald allgemein durchgesetzt.“

Ritter erwartete also dazu keine neuen Erkenntnisse und erklärte die Weimarer Kriegsschulddebatte für beendet. Zugleich forderte er ein Forschungsinstitut analog zur Weimarer „Zentralstelle“, das von einem „erfahrenen Fachhistoriker“ geleitet werden und den Aktennachlass der NS-Zeit sichten und aufarbeiten sollte. Diese Aufgabenstellung verdrängte zunächst die weitere Fachdiskussion zum Ersten Weltkrieg. Der nationalapologetische Vorkriegskonsens blieb als angeblicher Forschungsstand nahezu unhinterfragt bestehen.
1951 bezeichnete Ludwig Dehio die deutsche Politik vor 1914 als auf Veränderung des Status quo gerichtetes, sich ständig verschärfendes „Kriegsrisiko“ mit „singulärer Dynamik“, blieb damit aber unter seinen Fachkollegen isoliert. Im selben Jahr erklärten deutsche und französische Historiker, darunter Ritter und Pierre Renouvin, nach einem Treffen gemeinsam, dass die historischen Dokumente es nicht erlaubten,

„[…] im Jahre 1914 irgendeiner Regierung oder einem Volk den bewussten Willen zu einem europäischen Kriege zuzuschreiben […]. Die deutsche Regierung zielte 1914 nicht auf die Entfesselung eines europäischen Krieges; sie war in erster Linie bedingt durch die Bündnisverpflichtung gegenüber Österreich-Ungarn. […] Die deutsche Regierung war von der Vorstellung beherrscht, eine Lokalisierung des Konfliktes mit Serbien würde wie 1908/1909 möglich sein; gleichwohl war sie bereit, nötigenfalls die Gefahr eines europäischen Krieges auf sich zu nehmen.“

Es schien, dass auch Historiker, die den ehemaligen Kriegsgegnerstaaten angehörten, den Streit um die Kriegsschuldfrage endgültig beigelegt hätten.

### Fischer-Kontroverse
Hauptartikel: Fischer-Kontroverse
Der Hamburger Historiker Fritz Fischer erforschte erstmals alle zugänglichen Archivbestände nach den Kriegszielen der Mittelmächte vor und während des Krieges. Im Oktober 1959 erschien dazu sein Aufsatz Deutsche Kriegsziele – Revolutionierung und Separatfrieden im Osten 1914–1918. Mit Hans Herzfelds Antwort in der Historischen Zeitschrift darauf begann eine bis etwa 1985 andauernde Kontroverse, die den bis dahin geltenden nationalkonservativen Konsens in der Kriegsschuldfrage nachhaltig veränderte.
Fischers Buch Griff nach der Weltmacht (1961, erweitert 1965) zog aus der ausführlichen Analyse längerfristiger Kriegsursachen und ihres Zusammenhangs mit der wilhelminischen Außen- und Kolonialpolitik das Fazit:

„Da Deutschland den österreichisch-serbischen Krieg gewollt, gewünscht und gedeckt hat und, im Vertrauen auf die deutsche militärische Überlegenheit, es im Jahre 1914 bewusst auf einen Konflikt mit Russland und Frankreich ankommen ließ, trägt die deutsche Reichsführung einen erheblichen Teil der historischen Verantwortung für den Ausbruch eines allgemeinen Krieges.“

Anfangs bezichtigten rechtskonservative Autoren wie Giselher Wirsing Fischer der Geschichtsfälschung (…auch am ersten Weltkrieg schuld? In: Christ und Welt. 8. Mai 1964) und versuchten wie Erwin Hölzle (Griff nach der Weltmacht? In: HPB 1962), die OHL-These der russischen Kriegsschuld aufrechtzuerhalten. Imanuel Geiss unterstützte Fischer 1963/64 mit einer zweibändigen Dokumentensammlung und verwies darin auf die kurz nach dem Krieg in Berlin erfolgte Vernichtung wichtiger Akten der Julikrise.
Nach einer mehrstündigen Redeschlacht auf dem Historikertag 1964 räumte Fischers Hauptkontrahent Andreas Hillgruber eine erhebliche Verantwortung der deutschen Führung unter Bethmann Hollweg für den Kriegsausbruch ein, widersprach aber weiter einem kontinuierlichen Hegemoniestreben des Kaiserreichs vor und im Krieg. Gerhard Ritter blieb bei seiner Sicht einer außenpolitischen „Einkreisung“ Deutschlands durch die Ententemächte, die jedes deutsche Hegemoniestreben 1914 als Abenteuertum illusorisch gemacht habe.
Fischers Arbeiten regten seit etwa 1970 verstärkt Forschungen zu sozialökonomischen Kriegsursachen an. Dazu gehörten die Orientierung auf eine Kriegsökonomie, die innenpolitische Reformunfähigkeit der kaiserlichen Monarchie und innenpolitische Verteilungskämpfe.

## Frankreich
Frankreichs Kriegspropaganda, die das Land seit 1914 als von Deutschland lange bedroht und schließlich unter einem Vorwand angegriffen sah, wirkte nach dem Kriegsende zunächst unverändert fort: Das offizielle Geschichtsbild prägten Werke wie der Senatsbericht von Émile Bourgeois und Georges Pages oder die Schrift Comment fut déclarée la Guerre de 1914 des ehemaligen Ministerpräsidenten Raymond Poincaré.
Frankreichs Regierung unter Georges Clemenceau hatte 1919 auf der vertraglichen Feststellung der deutsch/österreichisch-ungarischen Alleinschuld bestanden. Dabei stand das wirtschaftliche und gesellschaftspolitische Interesse an einem Ausgleich für entstandene Kriegsschäden und dauerhafter Schwächung des Erzfeindes im Vordergrund: Le boche payera tout – „Der Deutsche zahlt alles!“. Dies wurde in der französischen Öffentlichkeit nicht nur als Begründung der Reparationen, sondern auch als demonstrative Feststellung politischer und moralischer Schuld aufgefasst. Auch die Sozialisten sahen nur eine französische Teilschuld (responsabilité partagée) am Krieg und bestanden ebenfalls auf der zivilrechtlichen Haftung Deutschlands gemäß Art. 231 des Versailler Vertrages.
Als Deutschland 1925 in den Völkerbund aufgenommen werden sollte, wurde die Kriegsschuld in Frankreich erneut diskutiert. Dabei wurden das französische „Gelbbuch“ und der Senatsbericht neu aufgelegt. Dagegen wies Pierre Renouvins Buch zur Julikrise Origines immédiates de la guerre (erschienen 1925) Fälschungen im Gelbbuch nach, fand jedoch wenig Beachtung. Parallel zu den deutschen Versuchen, mit Dokumenten die Unschuld des Kaiserreichs am Kriegsausbruch zu beweisen, wurden von 1929 bis 1959 in drei Serien die Documents Diplomatiques Français (1871–1914) veröffentlicht.
Bei den Historikertagen der 1950er Jahre vertraten deutsche und französische Historiker gemeinsam eine Version der These von Lloyd George, wonach keine der beteiligten Regierungen mit Absicht den Krieg angestrebt habe. 1993 vertrat Mark B. Hayne mit dem Buch The French Foreign Office and the Origins of the First World War 1898–1914 (Oxford 1993) die These einer wesentlichen französischen Mitschuld, vor allem von Poincaré und seinen Mitarbeitern. Diese hätten zur Vereitelung des Schlieffen-Plans auf eine möglichst schnelle russische Mobilmachung gedrängt. Zu einer ähnlichen Einschätzung gelangte 2009 Stefan Schmidt in seinen Forschungen in Pariser Archiven.
Die Fischer-Debatte regte in Frankreich eine selbstkritische Sicht auf die französische Politik der Jahre ab 1914 an. Georges-Henri Soutou bemängelte, dass Fischer die deutschen Kriegsziele losgelöst von denen der anderen Mächte betrachtet und die damit verbundenen Wechselwirkungen, die keinesfalls außer Acht gelassen werden dürften, vernachlässigt habe. Er relativierte auch die Bedeutung des „Septemberprogramms“ Bethmann Hollwegs, auf das Fischer seine These einer kontinuierlichen deutschen Hegemonieplanung stützte. Eine Gegenposition dazu vertrat Marc Ferro. Er fand die Hauptschuld, gestützt auf Fischer, aber auch auf französische und russische Quellen, bei Deutschland und eine Nebenschuld auch bei den Entente-Mächten. Bei Deutschland habe der ausgeprägteste Wille zur Führung eines Krieges geherrscht.

## Großbritannien
Die britische Kriegsschulddebatte schwankte bis etwa 1955 zwischen der Feststellung einer deutschen Alleinschuld und einer gleichmäßigen Kriegsschuld bzw. -unschuld aller beteiligten Mächte. Der Wandel des Geschichtsbildes war von der jeweils aktuellen Politik gegenüber Deutschland stark beeinflusst.
Im Sommer 1914 waren die Meinungen zur Kriegsschuld in Großbritannien teils regierungskritisch und pazifistisch, teils fatalistisch oder sozialdarwinistisch. Nach dem deutschen Einmarsch in Belgien galt Deutschland – auch bei Premierminister Herbert Henry Asquith – allein als Kriegsverursacher. So plädierte Leonard T. Hobhouse, der der Regierung noch kurz vorher vorgeworfen hatte, nicht genug zur Kriegsverhinderung getan zu haben, nun für „nationale Geschlossenheit“. Auch Oxforder Historiker gaben 1914 Deutschland die Alleinschuld und betonten, keine Propaganda zu betreiben, wobei sie die Farbbücher der Entente unkritisch betrachteten. William G. S. Adams, der den Krieg als „Kampf der Freiheit gegen den Militarismus“ sah, versuchte nachzuweisen, dass Deutschland bewusst einen „europäischen Brand (conflagration)“ riskiert habe, um England zu nötigen, seine „moralischen Verpflichtungen“ gegenüber Frankreich und Belgien einzulösen.
Analog zu den deutschen Dokumentensammlungen erschienen in Großbritannien von 1926 bis 1938 elf Bände der British Documents on the origin of the war 1898–1914. Der erwünschte Eintritt Deutschlands in den Völkerbund löste dann einen Umschwung aus. Nun berücksichtigten britische Historiker wie Paul Kennedy, Michael Howard oder Jonathan Steinberg bislang vernachlässigte wirtschaftliche, sozialgeschichtliche und militärhistorische Teilaspekte sowie die Rolle Österreich-Ungarns. John Gooch bestritt in Recent Revelations of European Diplomacy, dass überhaupt „irgendjemand den Krieg gewollt habe“. William H. Dawson, der kurz zuvor noch im „deutschen Militarismus“ den alleinigen Kriegsverursacher gesehen hatte, machte nun das Bündnissystem als Schuldigen aus. Raymond Beazley schrieb noch 1933:

„Deutschland hatte den Großen Krieg nicht geplant noch begehrt, und es unternahm eigenständige, jedoch verspätete und schlecht organisierte Bemühungen, um ihn zu vermeiden.“

Beide erhielten für ihre entlastenden Artikel Zahlungen vom deutschen Kriegsschuldreferat.
Der ehemalige britische Premierminister David Lloyd George wurde prominentester Vertreter der während der britischen Appeasementpolitik beliebten These einer allgemeinen Kriegsunschuld, indem er in seinen War Memoirs („Kriegserinnerungen“) 1934 erklärte:

„Die Nationen schlitterten über den Rand in den kochenden Kessel des Krieges ohne jede Spur von Besorgnis oder Betroffenheit … Die Nationen rangierten rückwärts in den Abgrund… nicht eine von ihnen wollte Krieg; jedenfalls nicht in diesem Ausmaß.“

Unter dem Eindruck der nationalsozialistischen Außenpolitik ab etwa 1935 gewann die These einer primären deutschen Alleinschuld wieder an Zustimmung.
In der Fischer-Kontroverse stimmten britische Historiker Fischers Hauptthesen meist zu, begannen daraufhin aber auch eine differenzierte und kritische Auseinandersetzung mit der Eigenverantwortung Großbritanniens für den Ersten Weltkrieg. So schrieb etwa James Joll in seiner Einleitung der Übersetzung von Fischers Werk:

„Auch wenn Fischers Arbeit die Annahme bekräftigt, dass die deutschen Führer das größte Gewicht der Verantwortung für Ausbruch und Verlängerung des Ersten Weltkriegs tragen, verpflichtet es britische Historiker umso mehr, nochmals den Anteil der britischen Regierung zu betrachten.“

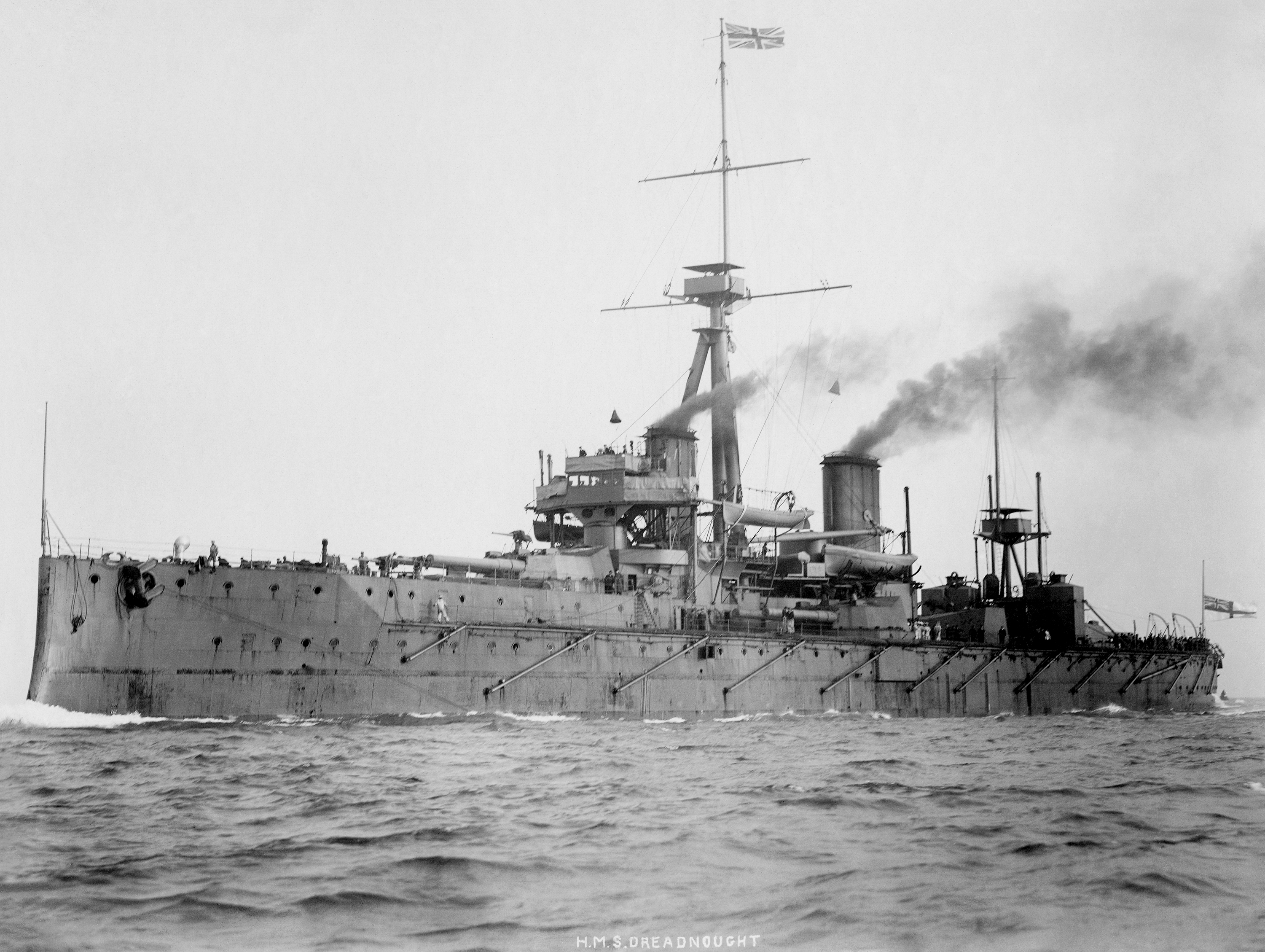
Das 1906 gebaute britische Schlachtschiff Dreadnought

1999 vertrat der schottische Historiker Niall Ferguson in seinem Buch Der falsche Krieg die These, der Weltkrieg sei mit dem damaligen Krisenmanagement der europäischen Diplomatie vermeidbar gewesen; erst Großbritanniens Kriegseintritt habe ihn zum gesamteuropäischen Krieg eskalieren lassen. Die britische Entscheidung von 1905 zum Bau von großen Schlachtschiffen, ein Treffen von britischen Generälen, Admiralen und Regierung 1911 und mangelnde britische Verhandlungsbereitschaft habe das Wettrüsten beim Flottenbau unkalkulierbar angeheizt. Sobald Deutschland nicht mehr als erste militärische und ökonomische Konkurrenz galt, habe die britische Politik Bündnisse mit Frankreich und Russland gesucht. Das britische Lavieren habe auf deutscher Seite erst Illusionen einer britischen Neutralität, dann Einkreisungsängste geweckt und damit die deutsche Kriegsbereitschaft gestärkt. Großbritanniens Bündnispolitik habe Deutschland dazu gezwungen, nach der russischen Generalmobilmachung in den Krieg zu ziehen. Eine wesentliche Rolle des Militarismus und Imperialismus sowie einen bedeutsamen kolonialen Interessengegensatz zwischen Deutschland und Großbritannien bestritt er.
Diese Thesen wurden jedoch trotz Lobes für die ökonomischen Analysen meist abgelehnt. Thomas Kühne bezeichnete Ferguson als Geschichtsrevisionist.
Auch der Militärhistoriker John Keegan sah den Ersten Weltkrieg 1999 nicht durch absichtsvolles Handeln der Mächte verursacht, sondern durch den verhängnisvollen Automatismus der Bündnisse:

„Der Erste Weltkrieg war ein tragischer und unnötiger Konflikt. Er war unnötig, weil die Kette der Ereignisse, die zu seinem Ausbruch führte, während der fünfwöchigen Krise, die dem ersten bewaffneten Zusammenstoß vorausging, noch jederzeit hätte unterbunden werden können.“

Daher bezweifelt er wie Keith M. Wilson und Michael Brock Deutschlands Hauptschuld am Kriegsausbruch. Diese Historiker weisen auf eine Interventionsbereitschaft der britischen Öffentlichkeit und eher auf Konfrontation angelegte Politik des Foreign Office hin.
John Leslie zufolge sind „die eigentlichen Urheber des Kriegs nicht nur in Berlin, wie die Fritz-Fischer-Schule immer behauptet hat, sondern auch in Wien zu suchen“. Eine Gruppe von „Falken“ im österreichischen Außenministerium habe den Krieg entfesselt. Der schottische Militärhistoriker Hew Strachan betont die wirtschaftliche Konkurrenz zwischen Deutschland und England, Deutschlands außenpolitische Isolierung sowie eine aus seiner Sicht verhängnisvolle Wirkung der Allianzpolitik:

„Zahlenmäßige Unterlegenheit und geografische Lage bedeuteten, dass im Kriegsfall Deutschland nicht einfach in der Defensive bleiben konnte: Es musste entschlossen handeln und angreifen. […] Der Erhalt und das Zerbrechen von Allianzen wurden zum Selbstzweck, wichtiger als die Wahrung des Friedens. Folglich trug 1914 kein Staat besondere Schuld.“

Paul W. Schroeder zufolge hatten die deutschen Einkreisungsängste 1914 Anhalt an der Realität und folgten aus einer mangelnden sozialen und politischen Reformbereitschaft Deutschlands und Österreich-Ungarns:

“Consensus historians recognize further that Germany, already in 1914 largely isolated diplomatically and threatened with encirclement by the Triple Entente, faced an imminent future threat, that once Russia had completed its announced plans for military expansion, scheduled for completion by 1917, the German army would be numerically as decisively inferior to those of its opponents as the German navy already was on the sea. […] Thus in both cases the supposedly counterproductive and dangerous foreign policies of Germany and Austria-Hungary culminating in their gamble in 1914 are linked to a wider problem and at least partly explained by it: the failure or refusal of their regimes to reform and modernize in order to meet their internal political and social problems.”

Auch der australische Historiker Christopher Clark widerspricht in seiner 2012 erschienenen Studie The Sleepwalkers (dt. 2013: Die Schlafwandler) Fischers These:

„Alle [europäischen Großmächte] meinten, unter Druck von außen zu handeln. Alle meinten, der Krieg werde ihnen von den Gegnern aufgezwungen. Alle trafen jedoch Entscheidungen, die zur Eskalation der Krise beitrugen. Insofern tragen sie auch alle die Verantwortung, nicht bloß Deutschland.“

## Vereinigte Staaten
In den Vereinigten Staaten entstand 1920 ein Historikerstreit über die Ursachen des Ersten Weltkriegs, die Rolle der amerikanischen Kriegsbeteiligung und die Nachkriegspolitik der Vereinigten Staaten gegenüber Deutschland. Auslöser war eine Artikelserie des Historikers Sidney Bradshaw Fay in der angesehenen Fachzeitschrift American Historical Review, in der er jedes deutsche Anstreben und Planen des Krieges bestritt. Deutsche Diplomaten hätten ihn am längsten zu vermeiden versucht und die deutsche Armee als letzte von allen mobilisiert, nachdem sie alle anderen Möglichkeiten ausgeschöpft hätten. Den Kriegseintritt der Vereinigten Staaten führte er auf bewusst lancierte Propaganda zurück. Dazu berief er sich auf nach 1918 veröffentlichte Dokumente der US-Regierung. Diese hatte allerdings in der Person Woodrow Wilsons Deutschland klar verurteilt, so etwa im April 1918: „Deutschland hat noch einmal klargemacht, dass die Macht der Waffen und nur sie allein über Krieg und Frieden entscheiden soll.“
Der spätere Holocaustleugner Harry Elmer Barnes und Charles A. Beard unterstützten Fay seit 1923 und griffen die amerikanische Deutschlandpolitik und ihre Darstellung durch amerikanische Mainstream-Historiker in den Folgejahren scharf an. Sie wiesen nicht nur deutsche und österreichische Kriegsschuld zurück, sondern erklärten auch die damit begründeten Auflagen des Versailler Vertrags als historisch falsch und unmoralisch. Britische und französische Propaganda habe vor, im und nach dem Krieg deutsche Friedensbemühungen vereitelt und verschwiegen, deutsche Kriegsverbrechen erfunden und übertrieben und die Vereinigten Staaten so in den Krieg hineingezogen. Die Alliierten hätten ihre antideutschen Geschichtsfälschungen auch nach Kriegsende fortgesetzt.
Alle drei Historiker nannten sich „Revisionisten“. Ihre Minderheitsvoten wurden unter US-Historikern meist zurückgewiesen (z. B. der Deutschamerikaner Klaus Epstein im Journal of Contemporary History, 1967). In Deutschland dagegen fanden besonders die Veröffentlichungen von Barnes viel Zustimmung, etwa seitens der Redaktion der Zeitschrift „Kriegsschuldfrage“.
Barnes verfasste auch das Vorwort für das Werk Germany not guilty in 1914 (Boston 1931) von M. H. Cochran, in welchem sich der Autor gegen die Darlegungen von Bernadotte Everly Schmitt wandte.

## Sowjetunion und DDR
Das staatlich verordnete Geschichtsbild der Sowjetunion hatte die Kriegsschuld im Anschluss an die Imperialismustheorie Lenins allen „kapitalistischen Staaten“ zugewiesen und kaum unabhängige Forschung zu den Kriegsursachen zugelassen. Zugleich versuchte man seit etwa 1925, den Zarismus von der Hauptschuld zu entlasten, die das Kaiserreich und die Weimarer Nationalhistoriker ihm zugewiesen hatten. Dazu veröffentlichte die Sowjetunion Akten aus zaristischen Archiven.
Der sowjetische Historiker Igor Bestuschew widersprach diesem nationalen Entlastungsversuch und betonte gegen Fischer:

„Die Untersuchung der Tatsachen zeigt vielmehr, dass die Politik aller Großmächte, einschließlich Russlands, objektiv zum Weltkrieg führte. Die Verantwortung für den Krieg tragen die herrschenden Kreise aller Großmächte ohne Ausnahme, ungeachtet der Tatsache, dass die Regierungen Deutschlands und Österreichs, die den Krieg auslösten, eine größere Aktivität an den Tag legten, weil Deutschland auf einen Krieg besser vorbereitet war und weil sich die innere Krise Österreichs ständig verschärfte, und ungeachtet der weiteren Tatsache, dass die Entscheidung über den Zeitpunkt des Krieges letzten Endes praktisch von Deutschland und England getroffen wurde.“

Die Geschichtsforschung der DDR interpretierte den Krieg und seine Ursachen im engen Zusammenhang mit dem Gesellschaftssystem des Imperialismus, der laut Lenins Schrift Der Imperialismus als höchstes Stadium des Kapitalismus bestimmt war vom Übergang des Kapitalismus der freien Konkurrenz zum Monopolkapitalismus. Die entscheidenden Triebkräfte für den Krieg wurden in den Profitinteressen einer kleinen Schicht von Monopolkapitalisten gesehen. Die Initiative zum Krieg ergriff der deutsche Imperialismus, der ein enormes Tempo seiner ökonomischen Entwicklung aufwies, aber bei der Verteilung der Welt zu kurz gekommen war.
Reinhold Zilch kritisierte 1976 die „eindeutig aggressiven Ziele des Reichsbankpräsidenten Rudolf Havenstein am Vorabend des Krieges“, während Willibald Gutsche 1991 meinte, dass 1914 „[…] neben den Montanmonopolisten […] nun auch einflussreiche Repräsentanten der Großbanken, der Elektro- und Schiffahrtsmonopole einer nichtfriedlichen Disposition zuneigten“.
Dem widersprechen Einzeluntersuchungen zum konkreten Verhalten der Wirtschaft vor dem Krieg. Gleichwohl werden Wirtschaftsinteressen und -strukturen als Kriegsfaktor auch von traditionell diplomatiegeschichtlich forschenden Historikern (z. B. Imanuel Geiss) anerkannt.
Obwohl die vereinfachten und schematisierten Arbeiten der ostdeutschen Historiker vorrangig dem politischen Zweck dienten, die unheilvolle Rolle der „herrschenden Klasse“, die das deutsche Volk zweimal in nationale Katastrophen gestürzt habe, zu entlarven, sollte man diese Literatur laut Fritz Klein nicht in Bausch und Bogen verwerfen. Gegenüber einer personen- und ideengeschichtlich orientierten Geschichtsschreibung hat sie auf unterschätzte oder gänzlich ignorierte Zusammenhänge aufmerksam gemacht.

## Österreich
Für Kaiser Franz Joseph I. waren die Verantwortlichkeiten für das militärische Vorgehen gegen Serbien Ende Juli 1914 klar: „Die Umtriebe eines hasserfüllten Gegners zwingen Mich, zur Wahrung der Ehre Meiner Monarchie und zum Schutze ihrer Machtstellung … zum Schwert zu greifen.“ Die serbische Regierung hatte Wien im Vorfeld des Attentats von Sarajewo allerdings eine Warnung zukommen lassen, die nicht ernst genommen wurde.
„Wir haben den Krieg angefangen, nicht die Deutschen und noch weniger die Entente“, war die Einschätzung von Leopold Andrian, eines ehemaligen Diplomaten der Donaumonarchie, kurz nach dem Krieg. Es sei „um die Existenz des Vaterlandes gegangen“.
Ähnlich hat das Kanzler Karl Renner, der 1919 die österreichische Verhandlungsdelegation in St. Germain leitete, gesehen: Die Delegation legte ein Kriegsschuld-Bekenntnis ab.
Dem stimmt heute auch die deutsche Historikerin und Expertin für die Julikrise Annika Mombauer in Kenntnis umfassenden Aktenmaterials zu, die allerdings auch Deutschland in der Verantwortung sieht: „…muss der Hauptteil der Verantwortung für den Kriegsausbruch nach wie vor in den Entscheidungen Österreich-Ungarns und Deutschlands verortet werden“.
Der Vertrag von Saint-Germain machte in Art. 177 „Österreich und seine Verbündeten als Urheber für die Verluste und Schäden verantwortlich, die die alliierten und assoziierten Regierungen und ihre Staatsangehörigen infolge des ihnen durch den Angriff Österreich-Ungarns und seiner Verbündeten aufgezwungenen Krieges erlitten“ hatten. In der Folge leistete Österreich jedoch anders als das Deutsche Reich angesichts seiner wirtschaftlichen Situation keine Reparationen. Es kam nicht einmal zur Festsetzung eines konkreten Betrages; die Forderung selbst wurde 1929 erlassen.

## Forschung im deutschen Sprachraum seit 1990
Seit der Wiedervereinigung Deutschlands 1990 werden auch Archive aus der ehemaligen DDR und der Sowjetunion ausgewertet. Angestoßen durch Fischers Thesen widmeten sich Forscher vermehrt der deutschen Politik in den vom Kaiserreich besetzten Staaten. Wolfgang J. Mommsen stellte konkrete Pläne zur zwangsweisen Aus- bzw. Umsiedlung von Polen und Juden fest und machte 1981 den Nationalismus wichtiger Interessengruppen für das Regierungshandeln verantwortlich. Wolfgang Steglich betonte dagegen anhand von ausländischem Archivmaterial deutsch-österreichische Bemühungen um einen Verständigungs- oder Separatfrieden seit 1915 und fehlendes Krisenmanagement der Gegner Deutschlands.
Thomas Nipperdey widersprach sozialhistorischen Erklärungsansätzen 1991 mit seiner Ansicht, der „Krieg, die deutsche Kriegsbereitschaft und die Krisenpolitik“ seien keine Folge des deutschen Gesellschaftssystems gewesen. Er modifizierte Lloyd Georges These vom „Hineinschlittern“ und verwies dazu auf verhängnisvolle Militärpläne und Kriegsentscheidungen der Exekutive auch in parlamentarischen Staaten.
Seit Abklingen der Fischer-Kontroverse wird laut Jürgen Kocka (2003) und Gerhard Hirschfeld (2004) ein entscheidender Beitrag Deutschlands zum Kriegsausbruch 1914 weitgehend anerkannt, jedoch differenzierter als bei Fischer auch aus den gesamteuropäischen Mächtekonstellationen und Krisensituationen vor 1914 erklärt. Gerd Krumeich schrieb 2003, Deutschland habe die Bemühungen um diplomatische Deeskalation weitgehend sabotiert und trage deshalb großen Schuldanteil.
2013 erschienen mit Christopher Clark, Die Schlafwandler – Wie Europa in den Ersten Weltkrieg zog, und Herfried Münkler, Der Große Krieg. Die Welt 1914 bis 1918, zwei Werke, die bestreiten, dass Deutschland durch sein Tun und Unterlassen 1914 mehr zum Ausbruch des Weltkriegs beitrug als die anderen Großmächte. Seitdem gilt die Debatte nach Meinung einiger Forscher wieder als offen.
Jüngere Veröffentlichungen bleiben überwiegend bei der bisherigen Sicht der Dinge, der zufolge Deutschland wesentlich dazu beitrug, „dass die Krise sich ausweitete und alternative Strategien für eine Deeskalation nicht zum Tragen kamen […] Mit seiner Politik bis zum 23. Juli, Druck auf die Wiener Regierung auszuüben, um die gegebene Situation auszunutzen und mit den Serben abzurechnen, kam Deutschland ohne Zweifel eine besondere Verantwortung zu.“ Gerd Krumeich, John C.G. Röhl und Annika Mombauer resümieren gegenüber Christopher Clark, dass die Mittelmächte am Ausbruch des Krieges die Hauptverantwortung tragen, wenn auch dieser ihnen nicht allein anzulasten sei.
Die Debatte um längerfristige Kriegsursachen wird offen weitergeführt. Sie bezieht sich heute vor allem auf folgende Themenbereiche:
- die Frage politischer Handlungsspielräume oder Zwangsläufigkeiten im Blick auf Aufrüstung und Bündnispolitik vor dem Krieg. Mit dieser Fragestellung wird die frühere Einordnung der Epoche als Imperialismus variiert und differenziert. Dabei wird meist die gemeinsame Schuld aller europäischen Hegemonialmächte hervorgehoben, ohne die auslösende Initiative Deutschlands und Österreichs abzuschwächen.
- die Rolle der Innenpolitik, sozialer Spannungen und ökonomischer Interessen für die außenpolitische Eskalation bei allen beteiligten Staaten
- die Rolle von Massenmentalitäten und Kriegserfahrungen im Zusammenwirken mit der Kriegspropaganda. Dies thematisiert der Aufsatz von Bruno Thoß: Der Erste Weltkrieg als Ereignis und Erlebnis. Paradigmenwechsel in der westdeutschen Weltkriegsforschung seit der Fischer-Kontroverse.[124]
- die Rolle von Militärführungen und Militärinteressen, die Deeskalation und Verhandlungsfrieden torpedierten
- die Frage nach einem eventuellen deutschen Sonderweg in das 20. Jahrhundert
- die Frage nach den weiterwirkenden Faktoren, die den Ersten Weltkrieg möglicherweise zur Bedingung, Vorbereitung, und Weiterführung des Zweiten Weltkriegs und seiner Verbrechen machten und Ausbruch und Verlauf des Zweiten Weltkriegs wesentlich mitbedingten: So sprechen viele von der Urkatastrophe des 20. Jahrhunderts; Raymond Aron sieht beide Weltkriege als neuen „dreißigjährigen Krieg“.

Anne Lipp (Meinungslenkung im Krieg. Kriegserfahrungen deutscher Soldaten und ihre Deutung 1914–1918. Göttingen 2003) analysierte, wie Soldaten, Militärführungen und Propaganda im Krieg auf die Fronterlebnisse der Massenvernichtung reagierten. Zweifel am Verteidigungscharakter des Krieges habe man zu entkräften versucht, indem man ihn in einen aggressiv-nationalistischen Zusammenhang stellte. Der „Vaterländische Unterricht“ bot Frontsoldaten Heldenbilder zur Identifikation an, um ihr Grauen, ihre Ängste vor Tod und Niederlage in das Gegenteil des Erlebten umzulenken. Der „Heimat“ wurden die „Frontkämpfer“ als Vorbild hingestellt, um Gehorsamsverweigerung, Desertionen, offene Agitation gegen einen Eroberungskrieg und Solidarisierung von Soldaten und Zivilisten dagegen zu verhindern. Dies habe massenhaft bleibende Mentalitäten erzeugt, die die Weichen für den Nachkriegserfolg kriegsverherrlichender Mythen wie der Dolchstoßlegende gestellt hätten.
2002 betonten die Historiker Friedrich Kießling und Holger Afflerbach die bis zum Attentat von Sarajevo gegebenen Chancen zur Entspannung zwischen den europäischen Großmächten, die nur nicht genutzt worden seien. Dem widersprachen verschiedene Fachkollegen: Volker Berghahn fand 2003 die strukturellen, über einzelne Regierungsentscheidungen hinausgehenden Kriegsursachen im Bündnissystem der europäischen Großmächte und ihrer allmählichen Blockbildung. Auch er sah wie Fischer und andere das Flottenwettrüsten und die Konkurrenz bei der Eroberung von Kolonien als wesentliche Faktoren, mit denen alle Großmächte Europas, wenn auch graduell verschieden, zum Kriegsausbruch beigetragen hätten. Er berücksichtigte auch innenpolitische Minderheitenkonflikte im multinationalen Österreich. Gleichwohl benannte er die kleinen Führungszirkel vor allem in Berlin und Wien als die Hauptverantwortlichen dafür, dass die Julikrise 1914 in den Krieg mündete. Die Entscheidungsträger hätten eine hohe Risikobereitschaft gezeigt und zugleich mit Missmanagement und Fehlkalkulationen die Krise verschärft, bis ihnen nur noch die „Flucht nach vorn“ in den Krieg mit den anderen Großmächten als Lösung erschienen sei.
Ähnlich betonten Georges Soutou und David Stevenson (London School of Economics) bei einem Symposium westeuropäischer Historiker im Mai 2004 zur Sonderausstellung Der Weltkrieg. Ereignis und Erinnerung im Deutschen Historischen Museum: Die herkömmliche europäische Gleichgewichtspolitik sei durch die Reihe außenpolitischer Krisen seit 1900 im Sommer 1914 schlicht an ihre Grenzen gelangt. In allen europäischen Großmächten seien Chauvinismus und Militarismus derart gewachsen, dass der Krieg vielfach geradezu als Erlösung gesehen worden sei. Auch wenn die politischen Entscheidungsträger in Berlin und Wien den Frieden hätten erhalten wollen, so hätten die militärischen Generalstäbe den Krieg gewollt. Sie seien damals schon nicht von den zivilen Politikern kontrolliert worden, so dass sich ihr Kriegskurs verselbstständigt habe. Demgegenüber vertrat Annika Mombauer (Milton Keynes) gegen Ferguson, dass das Militär in Großbritannien anders als im deutschen und österreichischen Kaiserreich 1914 sehr wohl politisch kontrolliert worden sei.
Vejas Gabriel Liulevicius beschrieb Unterschiede und Parallelen der deutschen Bevölkerungspolitik in eroberten Ostgebieten in beiden Weltkriegen und betonte:

„Es wäre falsch, die deutsche Besatzungspolitik, die auf ethnische Manipulation abzielte, als Vorwegnahme von Hitlers späterer Ausrottungspolitik in Osteuropa zu charakterisieren. Trotzdem bestehen historische Parallelen: Die Praxis im Osten eröffnete neue Möglichkeiten, Länder und Leute als Objekte der Politik zu behandeln. … Das Scheitern der Ostpolitik im Ersten Weltkrieg wurde dem ‚Menschenmaterial‘ angelastet, mit dem man arbeiten musste, ganze Völker wurden als zutiefst minderwertig eingestuft.“

Auch auf andere bislang vernachlässigte Aspekte, die zum Kriegsausbruch beitrugen und als völkerrechtlich relevante Kriegsschuld im Kriegsverlauf kaum aufgearbeitet wurden, verwiesen Historiker 2004. Gerd Krumeich und Gundula Bavendamm erinnerten an das bis dahin unbekannte Massenphänomen einer irrationalen Angst vor feindlicher Spionage und damit begründeter Gegenspionage („Spionitis“) in fast allen Staaten Europas. John Horne und Alan Kramer zeigten, dass beim deutschen Einmarsch in Belgien etwa 5000 als feindliche Kämpfer wahrgenommene Zivilisten als vermeintliche Francs-tireurs irrtümlich getötet wurden. Die Haager Landkriegsordnungen hätten weder die Folgen der britischen Seeblockade noch den deutschen U-Boot-Krieg noch das Massensterben von Kriegsgefangenen in deutschen und österreichischen Lagern wirksam verhindert.

### Veröffentlichungen der Weimarer Zeit
- Heinrich Ströbel: Der alte Wahn. In: Die Weltbühne. 8. Mai 1919.
- Max Weber: Zum Thema der „Kriegsschuld“. In: Frankfurter Zeitung. 17. Januar 1919; Zur Untersuchung der Schuldfrage. In: Frankfurter Zeitung. 22. März 1919.
- Karl Kautsky: Wie der Weltkrieg entstand. Paul Cassirer, Berlin 1919. Neuauflage Elektrischer Verlag, Berlin 2013, ISBN 978-3-943889-33-8.
- Raymond Poincaré: Die Verantwortung am Weltkriege. Die Kriegsschulddebatte in der französischen Kammer. Aus dem Amtsblatte der französischen Republik vom 6., 7. und 10. Juni 1922. O. O. o. V. 1922.
- Maximilian von Montgelas: Leitfaden zur Kriegsschuldfrage. W. de Gruyter & Co., Berlin/Leipzig 1923.
- Lujo Brentano: Die Urheber des Weltkrieges. 2. Auflage. 1922. (Volltext).
- Mathias Morhardt: Die wahren Schuldigen. Die Beweise, das Verbrechen des gemeinen Rechts, das diplomatische Verbrechen. Leipzig 1925.
- Walter Fabian: Die Kriegsschuldfrage. Grundsätzliches und Tatsächliches zu ihrer Lösung. 1. Auflage. 1926 (Nachdruck: 1985, Nachwort von Fritz Fischer, ISBN 3-924444-08-0).
- Heinrich Kanner: Der Schlüssel zur Kriegsschuldfrage. München 1926.
- Raymond Poincaré: Die Schuld am Krieg. Vierzehn Antworten auf vierzehn Fragen zur Kriegsschuldfrage, gestellt von René Gerin. Kindt & Bucher, 1930.
- Hajo Holborn: Kriegsschuld und Reparationen auf der Pariser Friedenskonferenz von 1919. B. G. Teubner, Leipzig/Berlin 1932.
- Hans Draeger: Anklage und Widerlegung. Taschenbuch zur Kriegsschuldfrage. Hrsg.: Arbeitsausschuss Deutscher Verbände. 1934.

### Darstellungen der Weimarer Debatte
- Fritz Dickmann: Die Kriegsschuldfrage auf der Friedenskonferenz von Paris 1919 (= Beiträge zur europäischen Geschichte. Bd. 3). München 1964.
- Sidney Bradshaw Fay: The Origins of the World War. 2 Bände, New York 1929.
- Hermann Kantorowicz: Gutachten zur Kriegsschuldfrage 1914. Aus d. Nachlass hrsg. u. eingel. von Imanuel Geiss. Mit e. Geleitw. von Gustav W. Heinemann. Europäische Verlagsanst., Frankfurt am Main 1967, DNB 457135808.
- Michael Dreyer, Oliver Lembcke: Die deutsche Diskussion um die Kriegsschuldfrage 1918/19. Duncker & Humblot, 1993, ISBN 3-428-07904-3.
- Eric J. C. Hahn: The German Foreign Ministry and the Question of War Guilt in 1918–1919. In: Carole Fink, Isabell V. Hull, MacGregor Knox (Hrsg.): German Nationalism and the European Response 1890–1945. Norman, London 1985, S. 43–70.
- Ulrich Heinemann: Die verdrängte Niederlage. Politische Öffentlichkeit und Kriegsschuldfrage in der Weimarer Republik (= Kritische Studien zur Geschichtswissenschaft. Band 59). Göttingen 1983, ISBN 3-525-35718-4.
- Heinz Niemann: Die Debatten um Kriegsursachen und Kriegsschuld in der deutschen Sozialdemokratie zwischen 1914 und 1924. In: Jahrbuch für Forschungen zur Geschichte der Arbeiterbewegung, Heft I/2015.

### Nach 1945
- Fritz Fischer: Griff nach der Weltmacht. Die Kriegszielpolitik des kaiserlichen Deutschland 1914/1918. Droste, Düsseldorf 1961. (Neuauflage 2000, ISBN 3-7700-0902-9).
- Gerhard Ritter: Staatskunst und Kriegshandwerk. Band 3: Die Tragödie der Staatskunst. München 1964.
- Paul M. Kennedy: The Rise of the Anglo-German Antagonism 1860–1914. Allen & Unwin, London 1980, ISBN 1-57392-301-X.
- Wolfgang Jäger: Historische Forschung und politische Kultur in Deutschland. Die Debatte 1914–1980 über den Ausbruch des Ersten Weltkrieges. Göttingen 1984.
- Jean-Pierre Cartier: Der Erste Weltkrieg. Piper, München 1984, ISBN 3-492-02788-1.
- Imanuel Geiss: Der lange Weg in die Katastrophe. Die Vorgeschichte des Ersten Weltkrieges 1815–1914. Piper, München 1990, ISBN 3-492-10943-8.
- Robert K. Massie: Die Schalen des Zorns. Großbritannien, Deutschland und das Heraufziehen des Ersten Weltkrieges. S. Fischer, Frankfurt am Main 1993, ISBN 3-10-048907-1.
- Wolfgang Michalka: Der Erste Weltkrieg – Wirkung, Wahrnehmung, Analyse. Piper 1994. Hier linzensiert an Seehamer Verlag, Weyarn 1997, ISBN 3-932131-37-1.
- Volker Ullrich: Die nervöse Großmacht. Aufstieg und Untergang des deutschen Kaiserreichs 1871–1918. S. Fischer, Frankfurt am Main 1997, ISBN 3-10-086001-2.
- Niall Ferguson: Der falsche Krieg. DVA, Stuttgart 1999, ISBN 3-421-05175-5.
- Wolfgang J. Mommsen: Die Urkatastrophe Deutschlands. Der Erste Weltkrieg 1914–1918 (= Handbuch der deutschen Geschichte. 17). Klett-Cotta, Stuttgart 2002, ISBN 3-608-60017-5.
- Sönke Neitzel: Kriegsausbruch. Deutschlands Weg in die Katastrophe 1900–1914 (= Deutsche Geschichte im 20. Jahrhundert). Pendo, München u. a. 2002, ISBN 3-86612-043-5.
- Stig Förster (Hrsg.): An der Schwelle zum Totalen Krieg. Die militärische Debatte über den Krieg der Zukunft 1919–1939 (= Krieg in der Geschichte. 13). Ferdinand Schöningh Verlag, Paderborn 2002, ISBN 3-506-74482-8.
- Markus Pöhlmann: Kriegsgeschichte und Geschichtspolitik: Der Erste Weltkrieg. Die amtliche Militärgeschichtsschreibung 1914–1956 (= Krieg in der Geschichte. 12). Ferdinand Schöningh Verlag, Paderborn 2002, ISBN 3-506-74481-X.
- Volker Berghahn: Der Erste Weltkrieg. (Wissen in der Beck’schen Reihe). C. H. Beck, München 2003, ISBN 3-406-48012-8.
- Jörg Richter: Kriegsschuld und Nationalstolz. Politik zwischen Mythos und Realität. Katzmann, 2003.
- Anne Lipp: Meinungslenkung im Krieg. Kriegserfahrungen deutscher Soldaten und ihre Deutung 1914–1918 (= Kritische Studien zur Geschichtswissenschaft. Band 159). Vandenhoeck & Ruprecht, Göttingen 2003, ISBN 3-525-35140-2.
- James Joll, Gordon Martel: The Origins of the First World War. Longman, 2006, ISBN 0-582-42379-1.
- Christoph Gnau: Die deutschen Eliten und der Zweite Weltkrieg. PapyRossa-Verlag, Köln 2007, ISBN 978-3-89438-368-8 (vertritt lang angelegte Kriegsziele deutscher Wirtschafts- und Militäreliten für beide Weltkriege).
- Dieter Hoffmann: Der Sprung ins Dunkle. Oder wie der 1. Weltkrieg entfesselt wurde. Militzke, Leipzig 2010, ISBN 978-3-86189-827-6.
- Jürgen Angelow: Der Weg in die Urkatastrophe. Der Zerfall des alten Europa 1900–1914. be-bra Verlag, Berlin 2010, ISBN 978-3-89809-402-3.
- Christopher Clark: Die Schlafwandler: Wie Europa in den Ersten Weltkrieg zog. Deutsche Verlags-Anstalt, 2013, ISBN 978-3-421-04359-7 (Christopher Clark: The Sleepwalkers: How Europe Went to War in 1914. Harper, 2013, ISBN 978-0-7139-9942-6).
- Gerd Krumeich: Juli 1914. Eine Bilanz. Mit einem Anhang: 50 Schlüsseldokumente zum Kriegsausbruch. Schöningh, Paderborn 2014, ISBN 978-3-506-77592-4.
- Annika Mombauer: Die Julikrise: Europas Weg in den Ersten Weltkrieg. Beck, München 2014, ISBN 978-3-406-66108-2.
- Egbert Jahn: Niemand ist hineingeschlittert. 100 Jahre Streit über die Kriegsschuldfrage. In: Osteuropa, 11-12.2014, S. 3–38.
- Gerd Krumeich: Die unbewältigte Niederlage. Das Trauma des Ersten Weltkrieges und die Weimarer Republik. Herder, Freiburg 2018, ISBN 978-3-451-39970-1.

### Originaldokumente
- Der Vertragstext des Versailler Vertrags im Wortlaut
- The World War I Document Archive 1914: „Farbbücher“, meist englisch

### Zeitgenössische Zeugnisse
- Kurt Tucholsky: Die Kriegsschuldfrage. In: Die Weltbühne. 20. Oktober 1931, Nr. 42, S. 609.

### Historiographie
- Gerhard Hirschfeld: Der Erste Weltkrieg in der deutschen und internationalen Geschichtsschreibung. In: Das Parlament – Aus Politik und Zeitgeschichte. Nr. 29–30/2400, 90 Jahre Erster Weltkrieg. 8. Juli 2004, Bundesamt für politische Bildung
- Klaus Große Kracht: Kriegsschuldfrage und zeithistorische Forschung in Deutschland. Historiographische Nachwirkungen des Ersten Weltkriegs. In: Zeitgeschichte-online. 2004.
- Kriegsschuldfrage: Material für den Geschichtsunterricht am Städtischen Louise-Schroeder-Gymnasium in München (Memento vom 11. Januar 2007 im Internet Archive)
- Klaus Große Kracht: Zur Einführung: Fronterlebnis und Nachkriegsordnung – Wirkungen und Wahrnehmungen des Ersten Weltkrieges. Band 3 (Einführungen in neuere Forschungen zum Ersten Weltkrieg), Historisches Forum der Humboldt-Universität Berlin, 2004